# Biserica Pogorârea Sfântului Duh din Micești

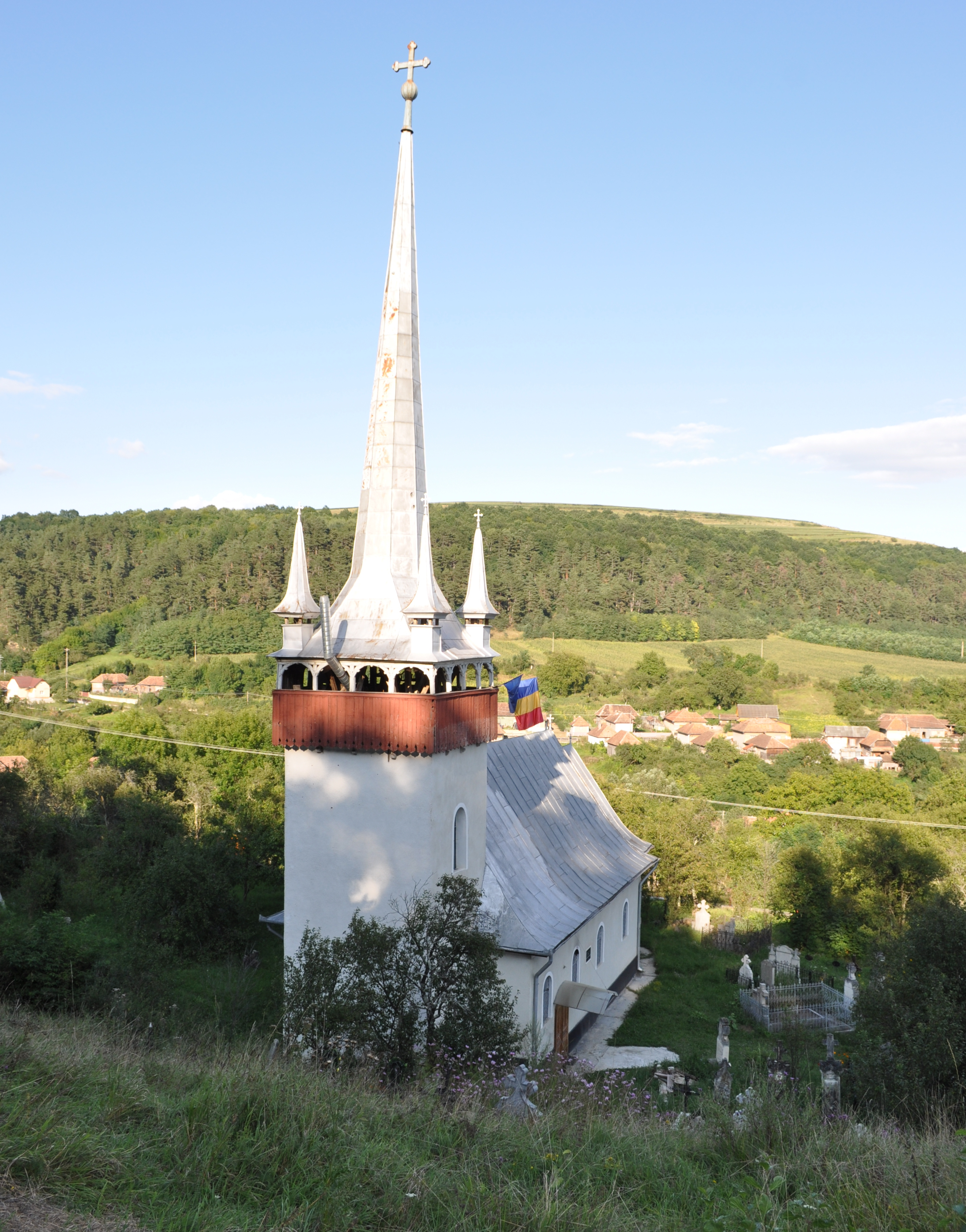
Biserica „Pogorârea Sfântului Duh", sat Micești; comuna Tureni, județul Cluj, foto: august 2014

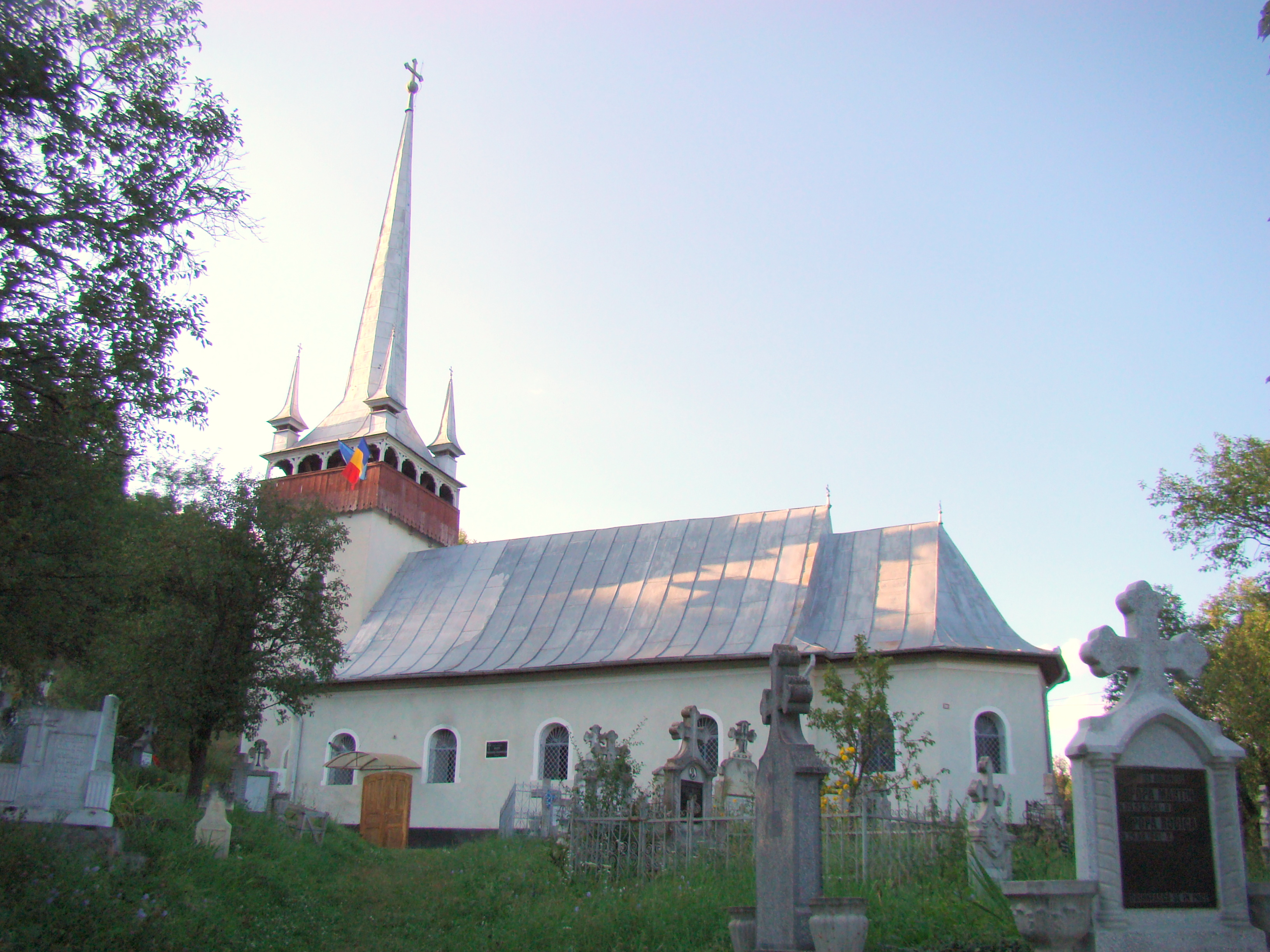
Biserica (sud)

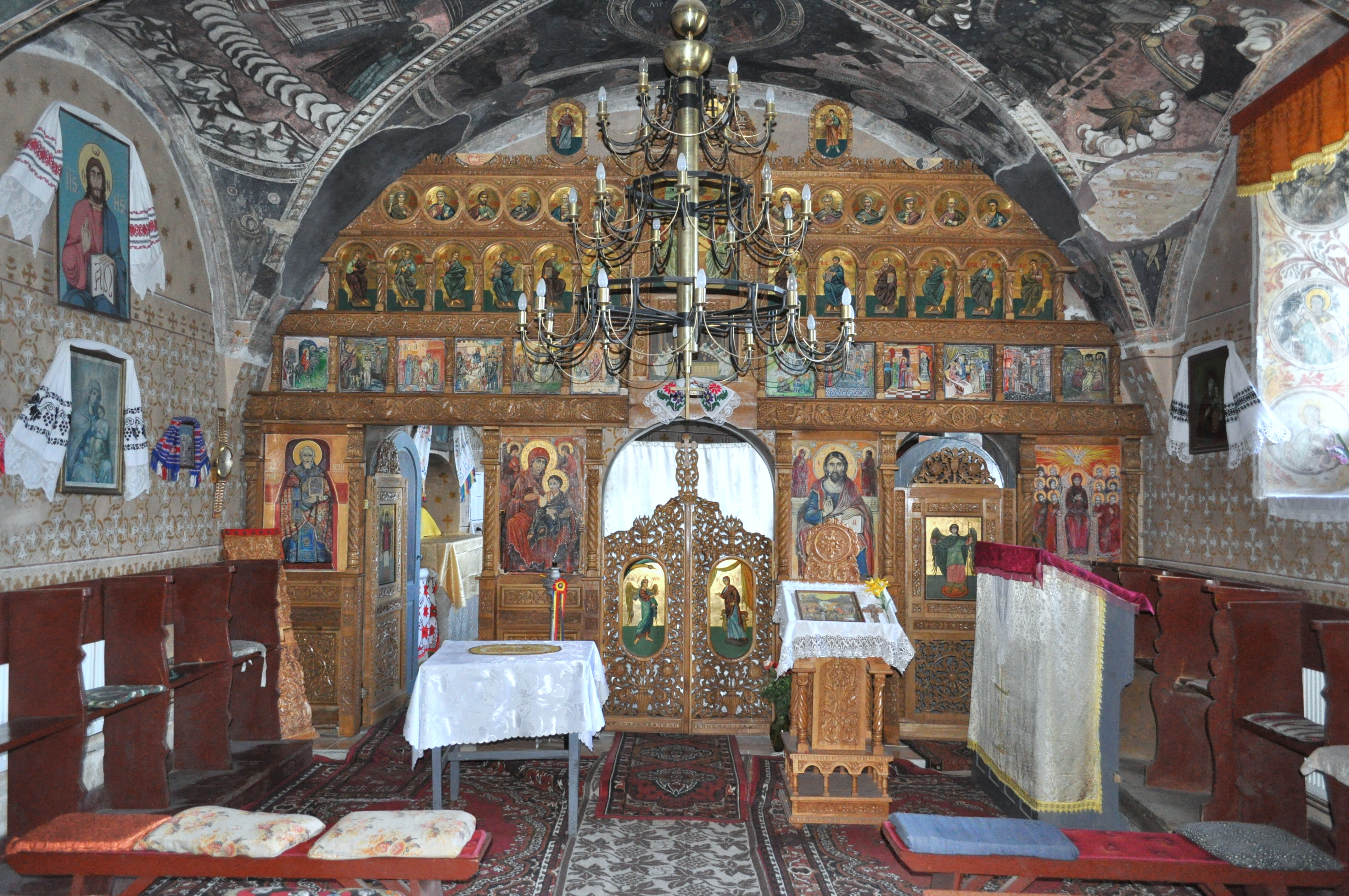
Nava spre iconostas

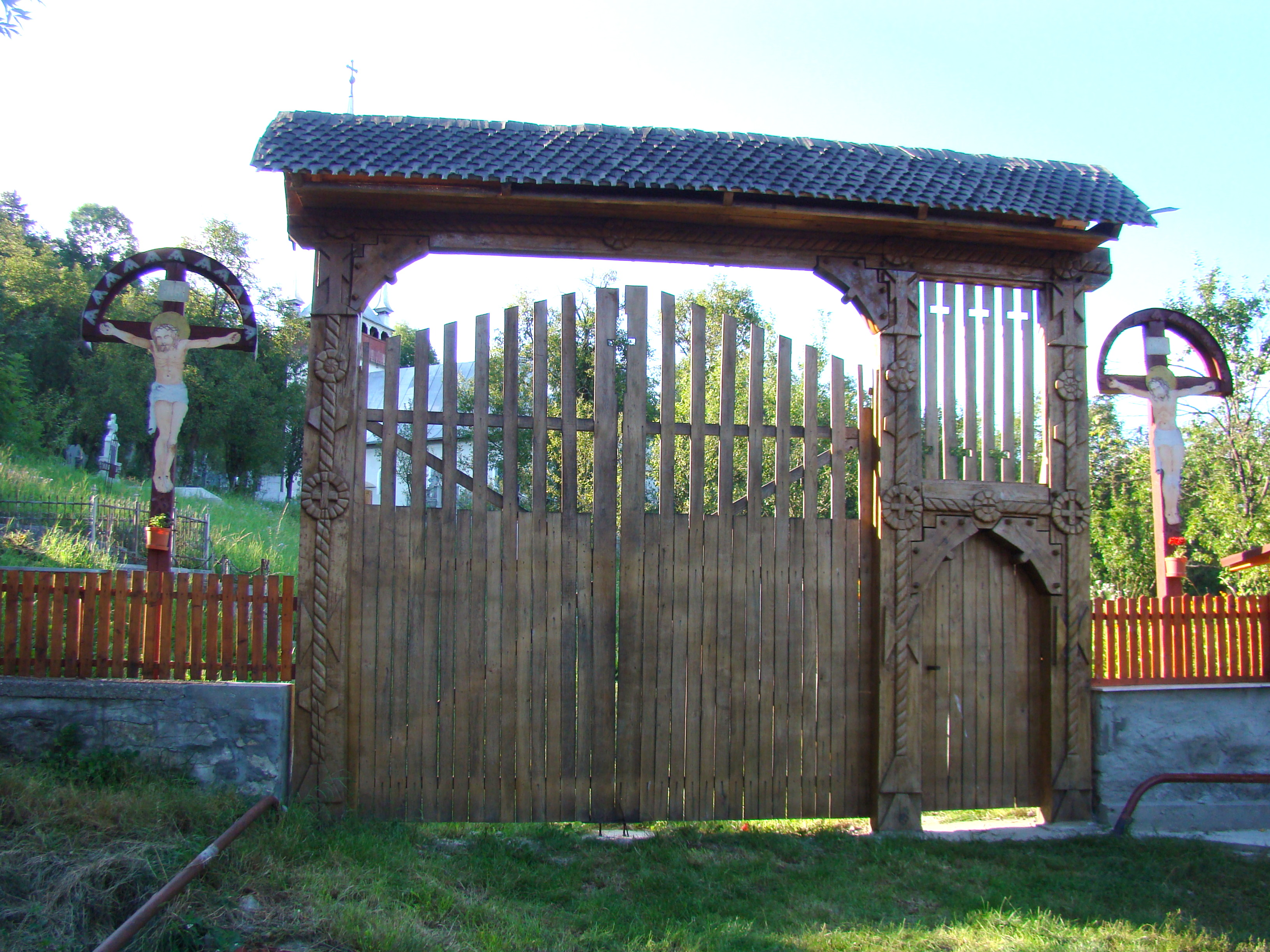
Poarta de acces în cimitir şi troiţele

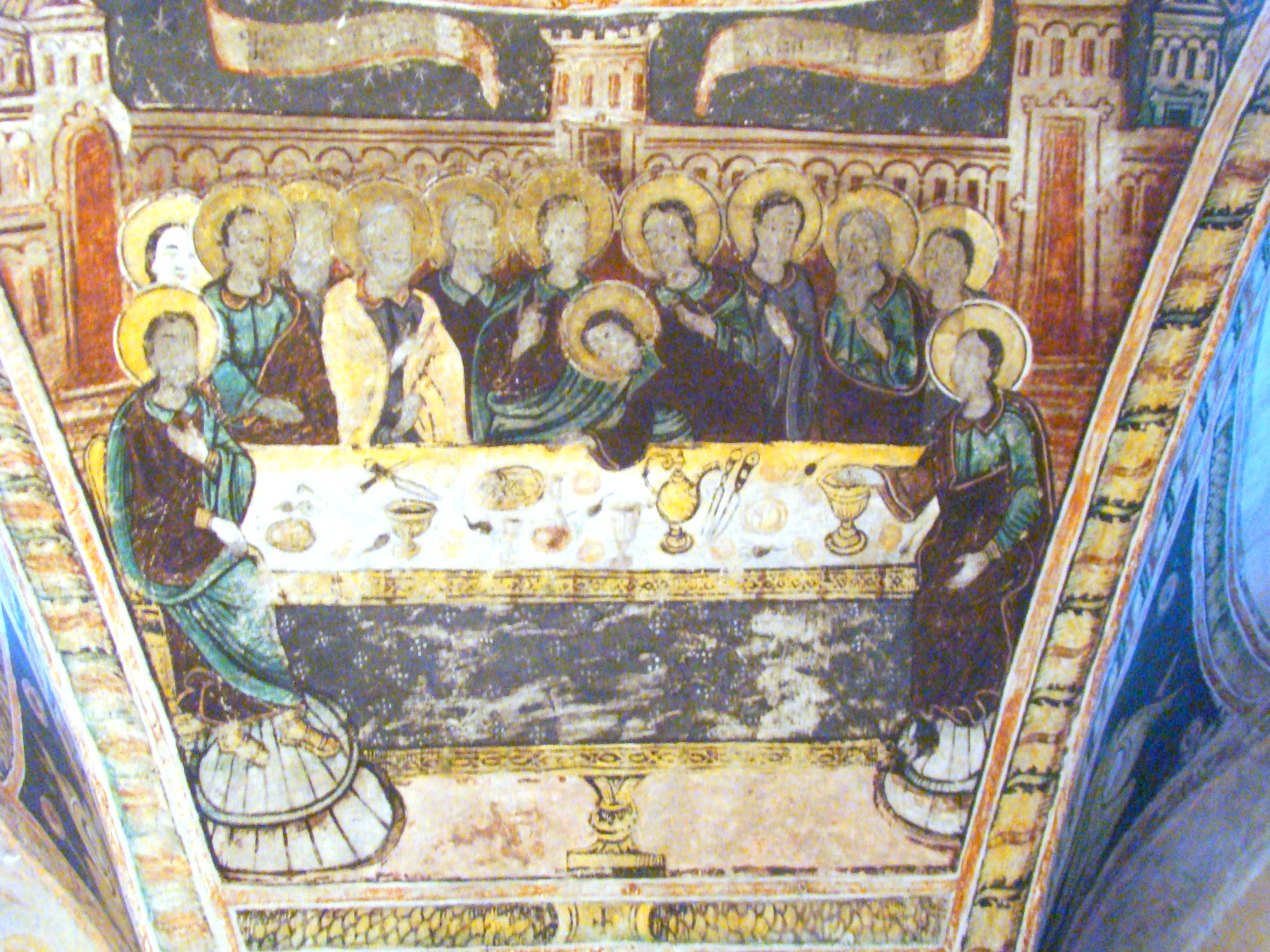
Cina cea de Taină

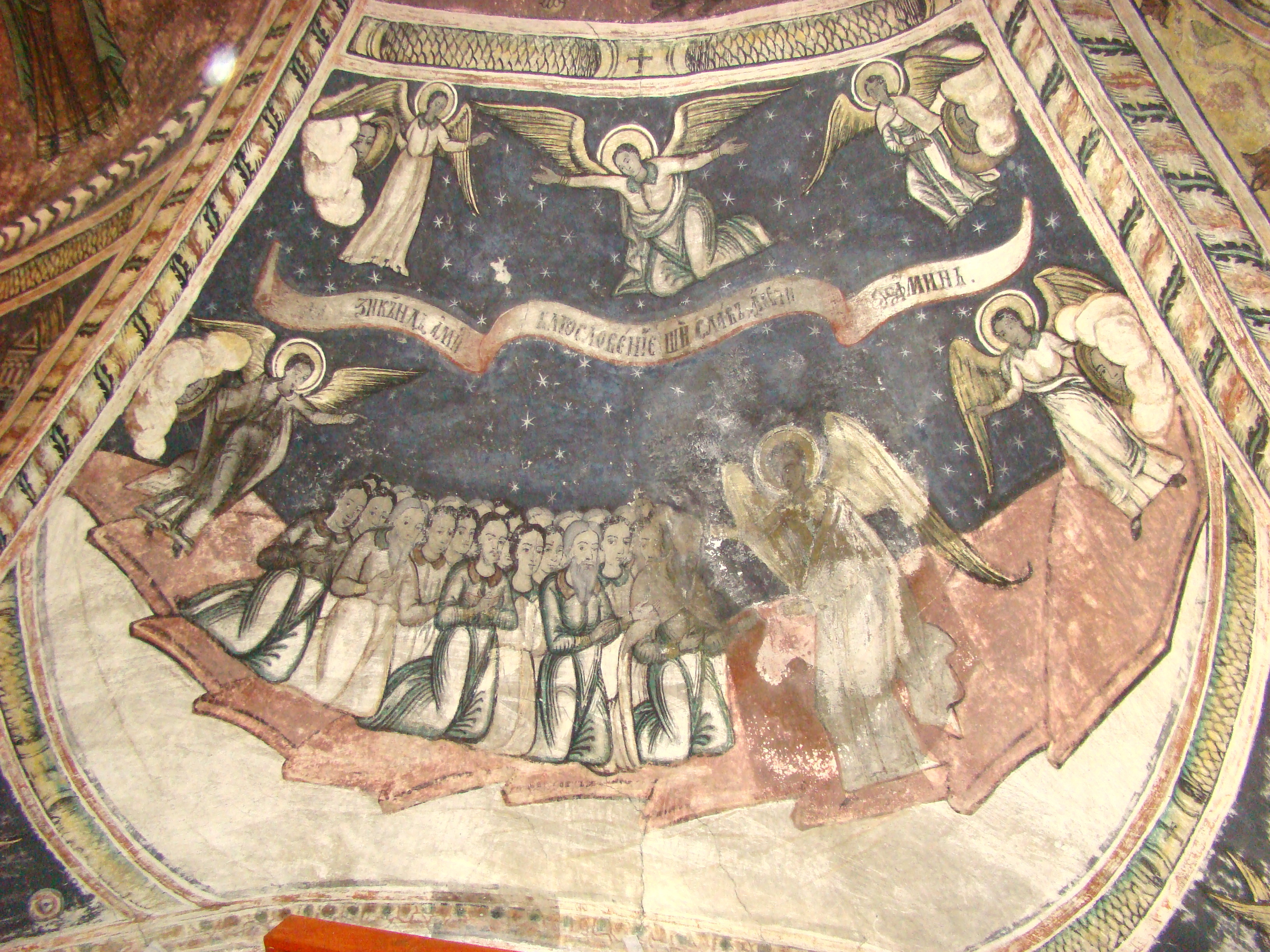
„Când am blagoslovenie şi slavă. Amin“, inscripţie păstrată fragmentar. Întreaga scenă surprinde răsplata celor buni şi drepţi, care sunt binecuvântaţi şi urmează a fi conduşi în lumea cerească

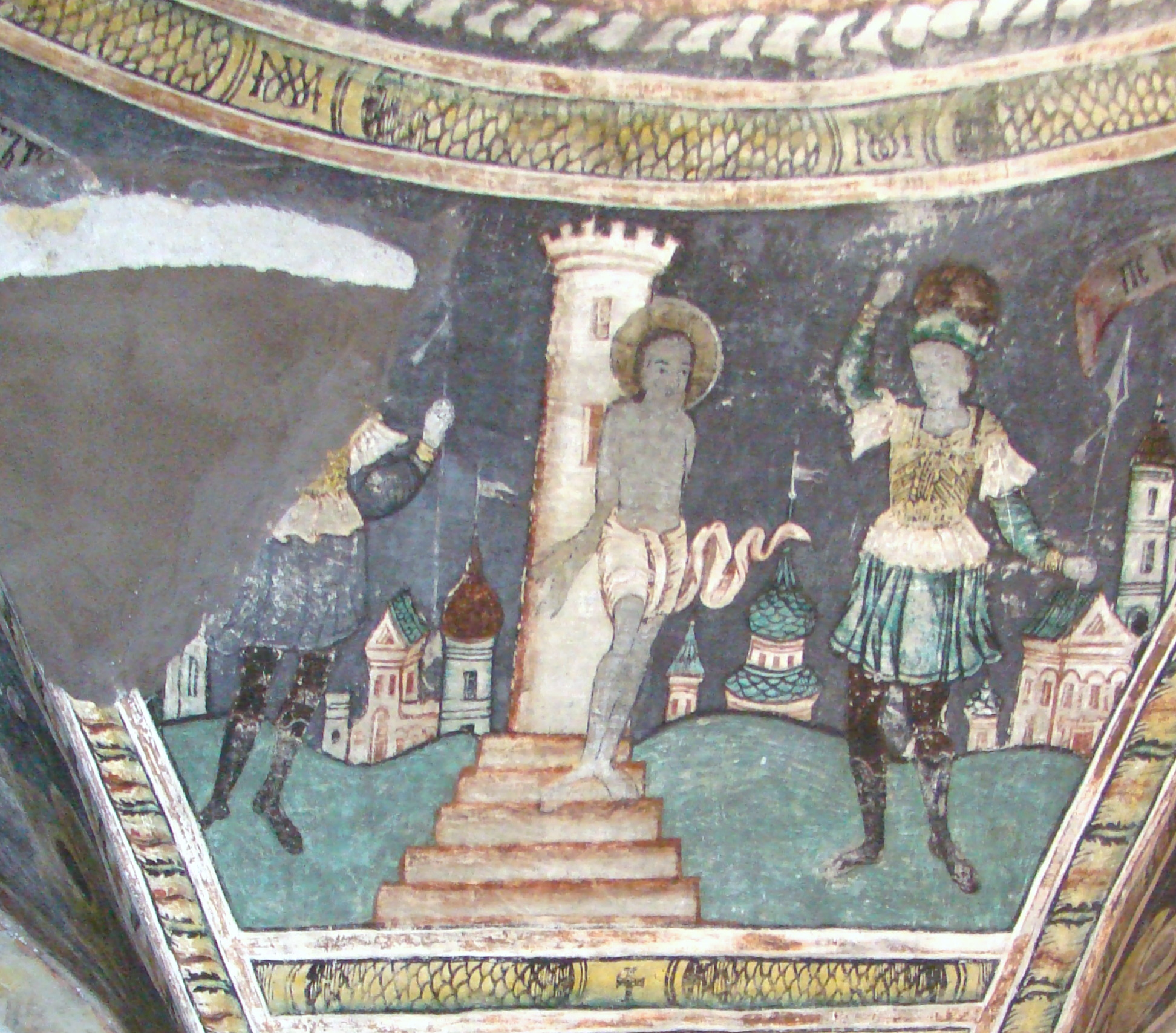
În piciorul bolţii, în spaţiul în formă trapezoidală cu laturile curbate, se desfăşoară scena lămurită de inscripţia din cartuş: „Când l-au băut pe Iisus la stâlp“

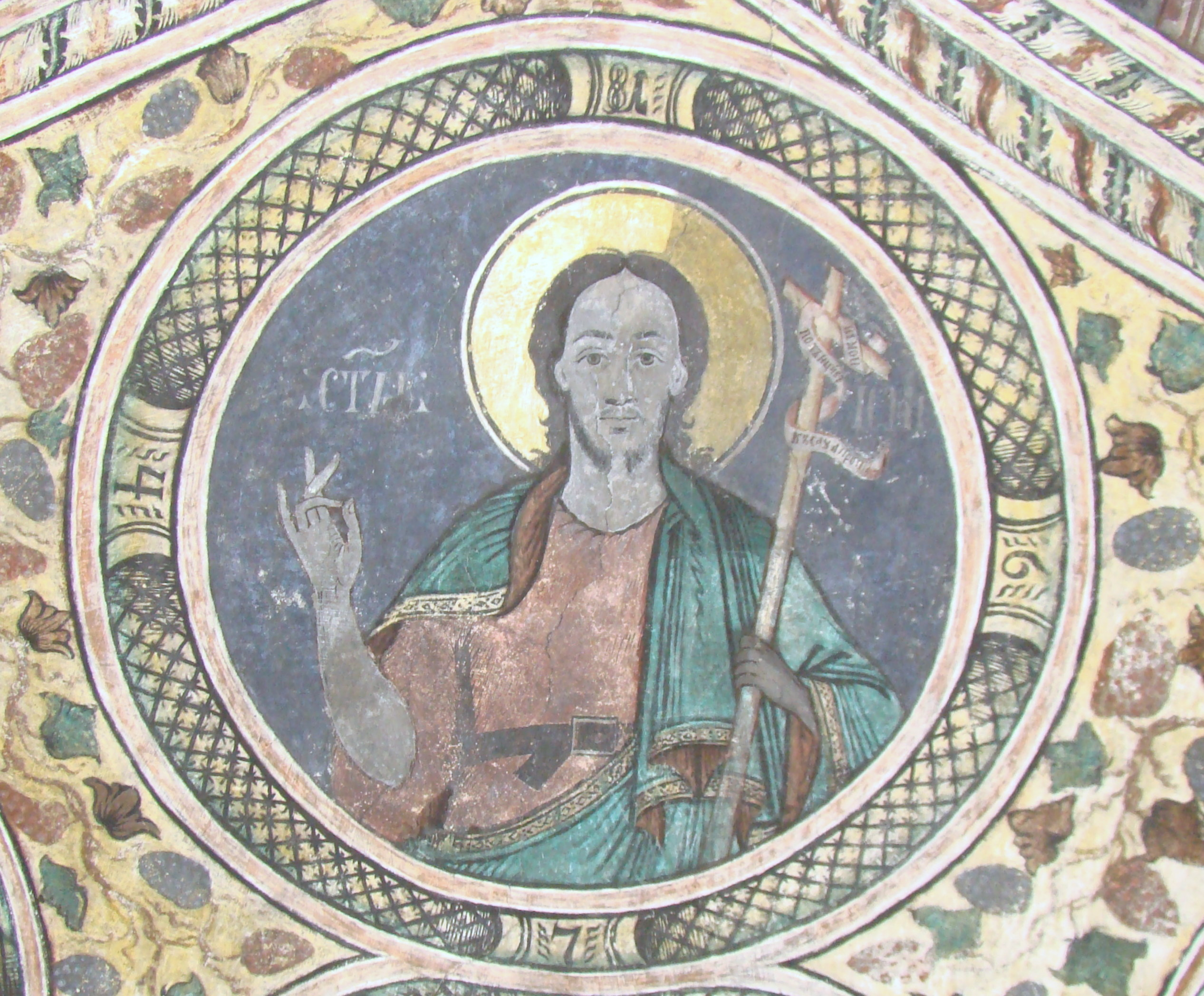
Pantocrator

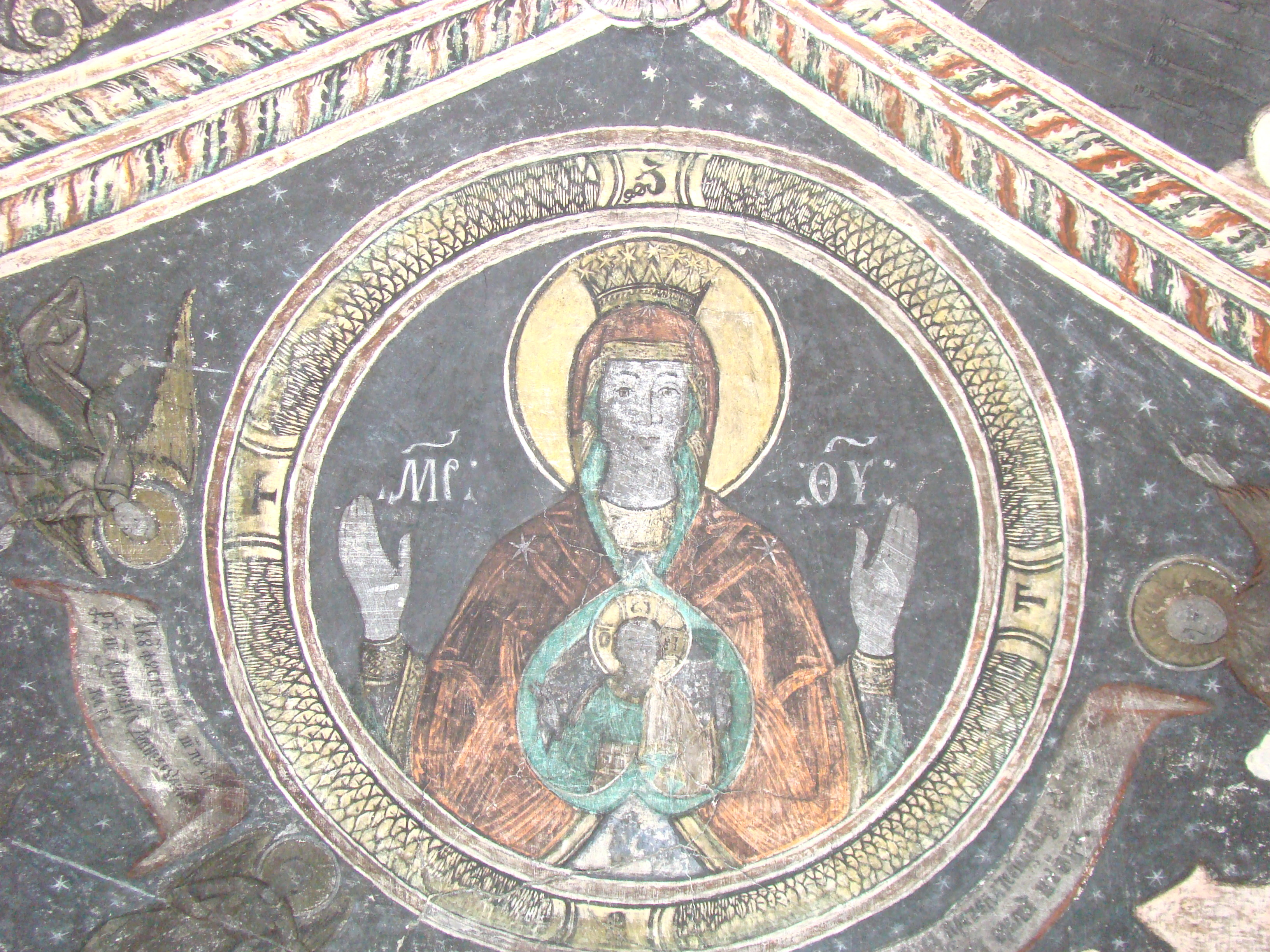
Maria orantă

Biserica „Pogorârea Sfântului Duh” din Micești (Micuș) a fost construită ca biserică greco-catolică la sfârșitul secolului al XVIII-lea. Biserica se află pe noua listă a monumentelor istorice sub codul LMI:  CJ-II-m-B-07710. Din 1948 se află în folosința Bisericii Ortodoxe Române.

## Istoric și trăsături
Biserica a fost construită în mijlocul cimitirului, pe locul unei bisericuțe din lemn. Deși nu se cunoaște cu exactitate momentul edificării ei un sprijin în datare îl reprezintă anul pictării bisericii, 1793, inscripționat pe bolta altarului. Materialele folosite la construcția bisericii au fost piatra și cărămida: piatra – la fundații, turn și pereții bisericii, iar cărămida – la bolțile din naos. Lemnul a fost utilizat la realizarea acoperișului bisericii, care a fost acoperită inițial cu țiglă și ulterior cu tablă, așa cum este și astăzi. Construcția se desfășoară în lungime pe 22,60 metri, cu 3 încăperi ale bisericii propriu-zise, altarul fiind îndreptat spre est, retras față de corpul bisericii cu aproximativ 0,75 metri, de-o parte și de alta. Altarul are o formă poligonală la exterior și semicirculară în interior; el are 4,40 m în lungime și 4,60 m în lățime. Naosul (nava) are 7,40 m în lungime pe 5,80 m, pronaosul are 4,40 în interior pe 5,80 m, iar turnul este de 4,20 pe 3,25 m. Intrarea e situată pe latura de sud a bisericii. Din pronaos există o ușă de acces spre turn și o alta spre naos. Pe jos, turnul are turnat ciment, iar în celelalte două încăperi (pronaos și naos) se află dușumea din scândură de brad. Se remarcă prin vechimea sa pavimentul altarului: acesta se compune din lespezi ceramice provenind fie de la castrul roman Potaissa-Turda, fie de la un alt punct fortificat roman, pe drumul Potaissa-Napoca; plăcile ceramice care formează pavimentul altarului păstrează încă inscripția „LVM”, adică „Legio V Macedonica”.
Pronaosul sau tinda femeilor este prima încăpere a bisericii, în care se intră pe latura sudică a construcției, intrare mărginită de două ferestre, care asigură iluminarea interiorului și care se situează între naos și turnul clopotniței.
Fundația pronaosului este din piatră legată cu mortar, la fel ca și pereții, care sunt tencuiți atât la exterior cât și în interior. Pe jos este podit cu dușumea din scândură de brad, iar pereții sunt tencuiți, văruiți și pictați de dată recentă, pictura neavând valoare istorică sau artistică. Tavanul pronaosului este drept, realizat din grinzi și căptușit cu scândură. Tencuiala a fost decapată în întregime în pronaos, în urma unor lucrări de consolidare, și înlocuită cu una pe bază de ciment. La fel ca și în cazul altor biserici românești, în peretele despărțitor dintre naos si pronaos există două ferestre de comunicare fără geam. Practica aceasta, foarte veche, este de tradiție bizantină; pronaosul fiind rezervat femeilor, iar naosul bărbaților. Femeile fiind considerate la originea păcatului strămoșesc, puteau să participe la desfășurarea slujbei religioase doar în mod indirect, să audă, dar să nu vadă Sfânta Liturghie.
Naosul este partea centrală a bisericii, despărțită de altar prin catapeteasmă, la baza căreia se află un postament mai înalt. Naosul reprezintă lumea creată, dar îndreptată și sfințită, care aspiră să dobândească împărăția lui Dumnezeu. Bolta naosului este construită pe nervuri în console, care se unesc în creștetul bolții într-o cheie de boltă. Traseul nervurilor este accentuat și prin pictură; aceste nervuri susțin o calotă sferică. Din punctul de vedere al arhitecturii tavanului, biserica din Micești are trăsături care amintesc mai mult de stilul gotic decât de cel romanic. Cupola naosului înfățișează Biserica cea cerească, iar imaginea Pantocratorului sugerează aplecarea îndurătoare a lui Dumnezeu spre comunitatea credincioșilor din biserică.

## Pictura
Programul iconografic din biserica din Micești este în tradiția picturii românești, bizantine, din secolul al XVIII-lea, fiind adaptat spațiului boltit. Pictura se află într-un stadiu avansat de degradare, fiind acoperită cu un strat gros de fum, iar în unele porțiuni pictura a căzut, rămânând doar bolta de cărămidă.
Nu cunoștem numele zugravului, dar pictura prezintă similitudini cu cea a altor biserici din zonă, executată de Nistor Zugravul din Feleac, care a lucrat icoane și a pictat biserici în sate din apropierea Miceștiului: Copăceni (1781), Mărtinești (1783), Vâlcele (1795) și Petreștii de Sus (1801).
Pictura, păstrată doar fragmentar, se remarcă prin finețea desenului, prin caracterul inedit al unora dintre scene, prin cromatica vestimentației, explicațiile biblice lămuritoare pentru diferite scene și prin caracterul de învățătură al imaginilor. Predomină personaje sfinte: Dumnezeu-Tatăl, Iisus Hristos, Sfânta Treime, apostolii, Fecioara Maria și îngerii. Impresionează cele două scene ale Judecății, care trebuiau să ofere credincioșilor o imagine asupra unei vieți trăite în păcat și asupra rostului spovedaniei în mântuirea sufletului. Sufletele binecuvântate („blagoslovite”) sunt întâmpinate de îngeri în împărăția Cerurilor, însă păcătoșii sunt aruncați în focul veșnic.
Pictura altarului este realizată în frescă; ea se compune din mai multe scene pictate, diferite tematic și cromatic. În centru se află scena Sfintei Treimi cu Dumnezeu-Tatăl înfățișat ca un bătrân cu barbă albă și Dumnezeu-Fiul, care poartă Sfânta Cruce în mâna dreaptă. Deasupra lor, într-un câmp de raze, porumbelul sfânt întregește scena.
Pe partea descendentă a calotei se observă cu greutate, din cauza stratului gros de fum care acoperă pictura, figurate „Cetele îngerești”, care constitute și tema inscripțiilor cu litere chirilice de pe bolta altarului. Într-un câmp dintre două scene se poate citi anul 1793, an care atestă momentul realizării picturii sfântului lăcaș. Alte inscripții sunt ilizibile din cauza stării accentuate de degradare a stratului pictural. Probabil la o operațiune de curățare a picturii vor putea fi citite și aceste inscripții, care ascund probabil numele celui care le-a pictat.
Pereții verticali erau odinioară împodobiți cu aceeași frumoasă pictură, însă în urma unor lucrări de consolidare, tencuiala a fost decapată și înlocuită cu una pe bază de ciment, această intervenție ducând la dispariția picturii vechi. Pentru restaurarea picturii s-a întocmit un proiect, coordonat de doamna profesoară Anamaria Baciu de la Facultatea de Teologie Ortodoxă Cluj-Napoca. Restaurarea picturii a început în urmă cu 10 ani, însă din lipsă de fonduri, cei ce au executat această lucrare au fost nevoiți să o întrerupă.

## Imagini din exterior

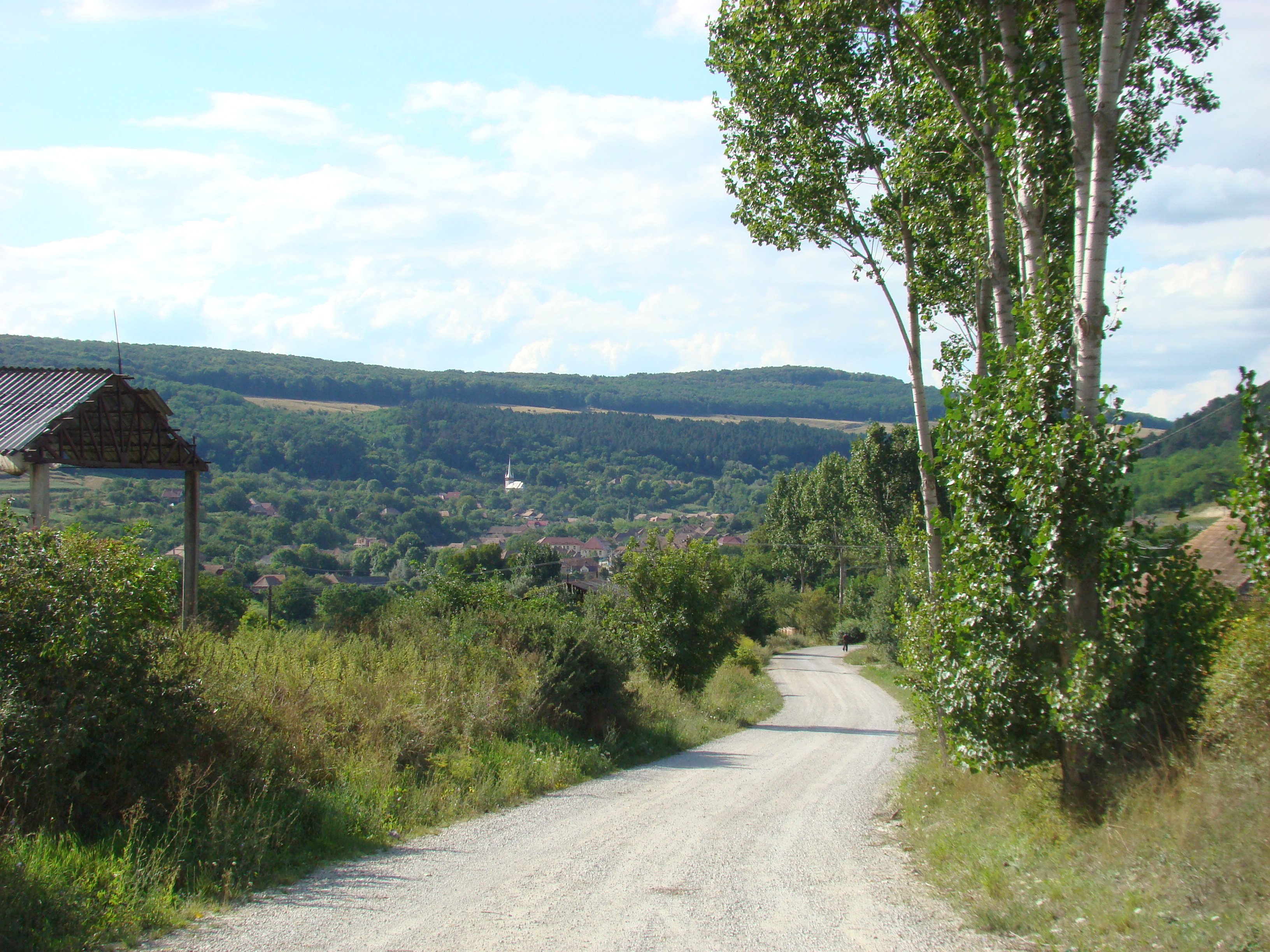
Biserica şi satul fotografiate din drumul spre Tureni
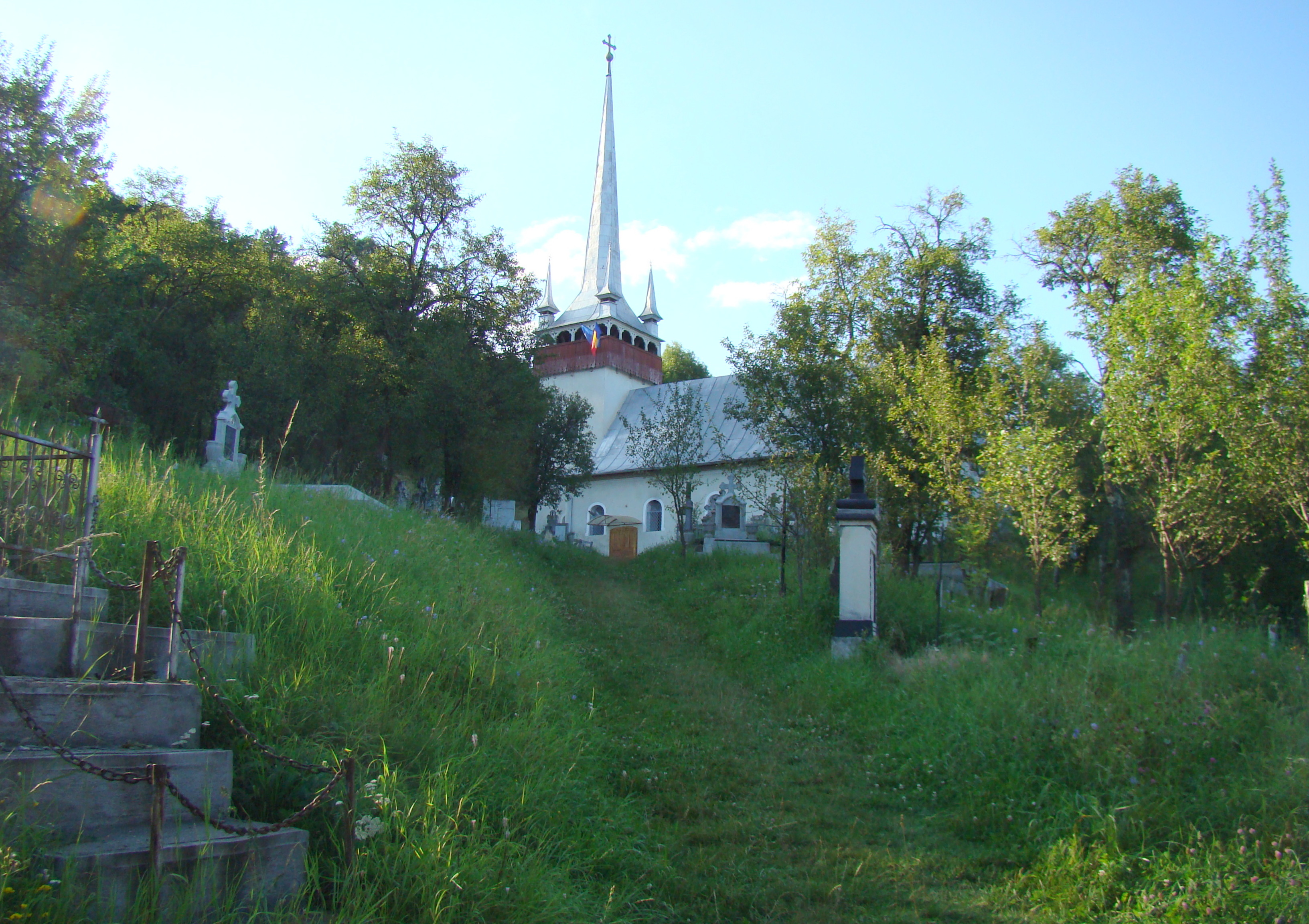
Biserica din depărtare
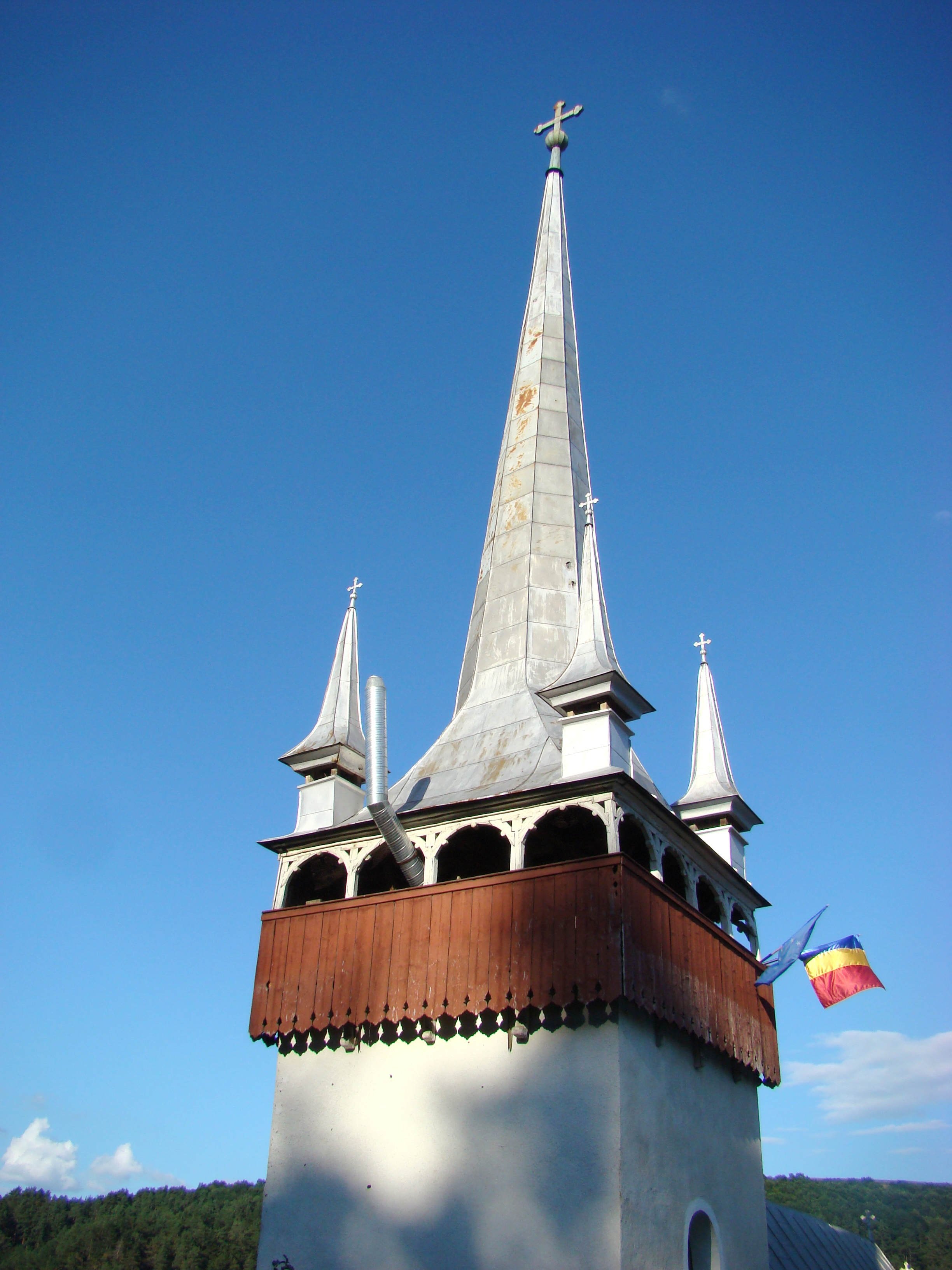
Turnul-clopotniţă
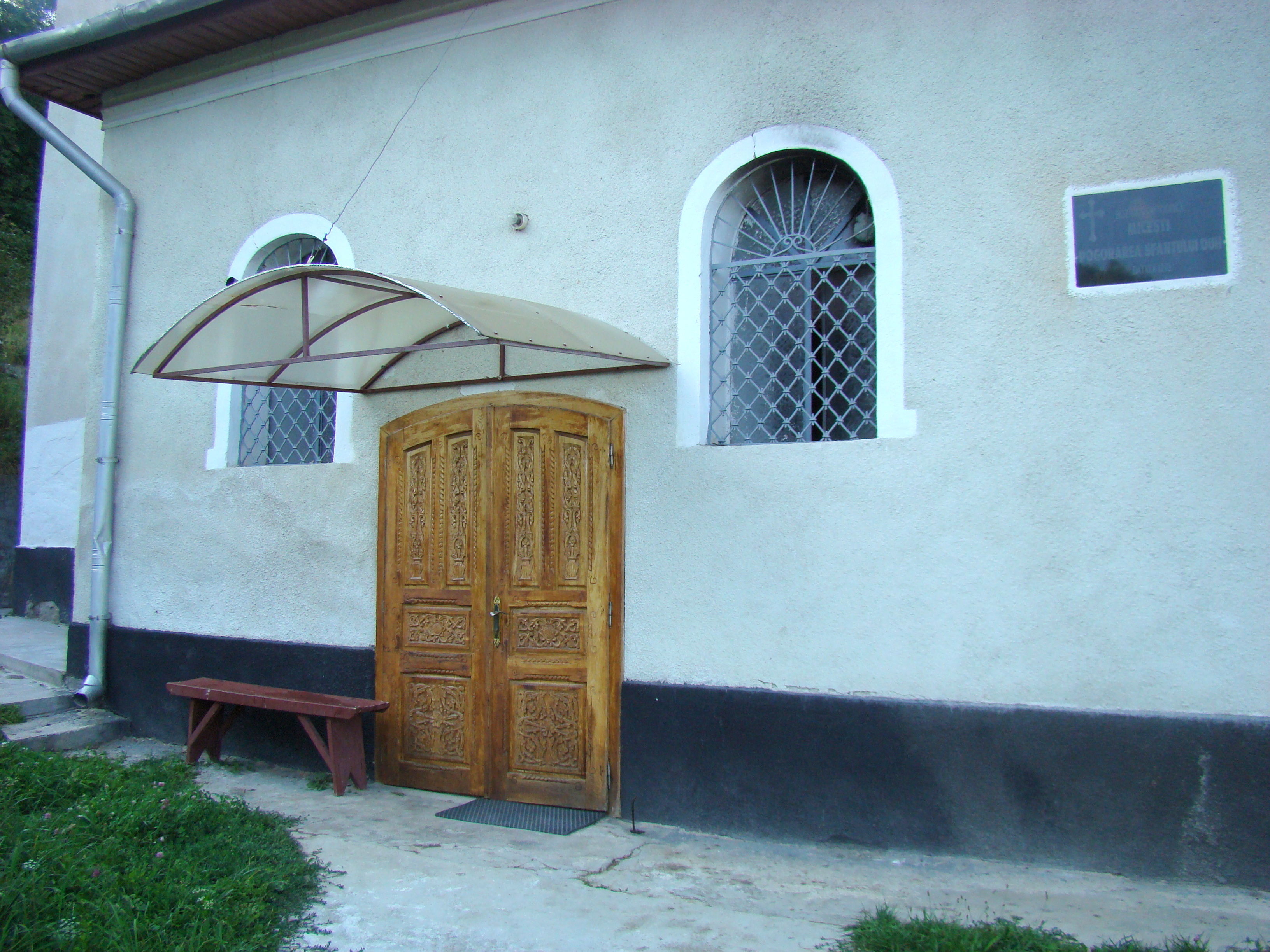
Intrarea de pe latura sudică
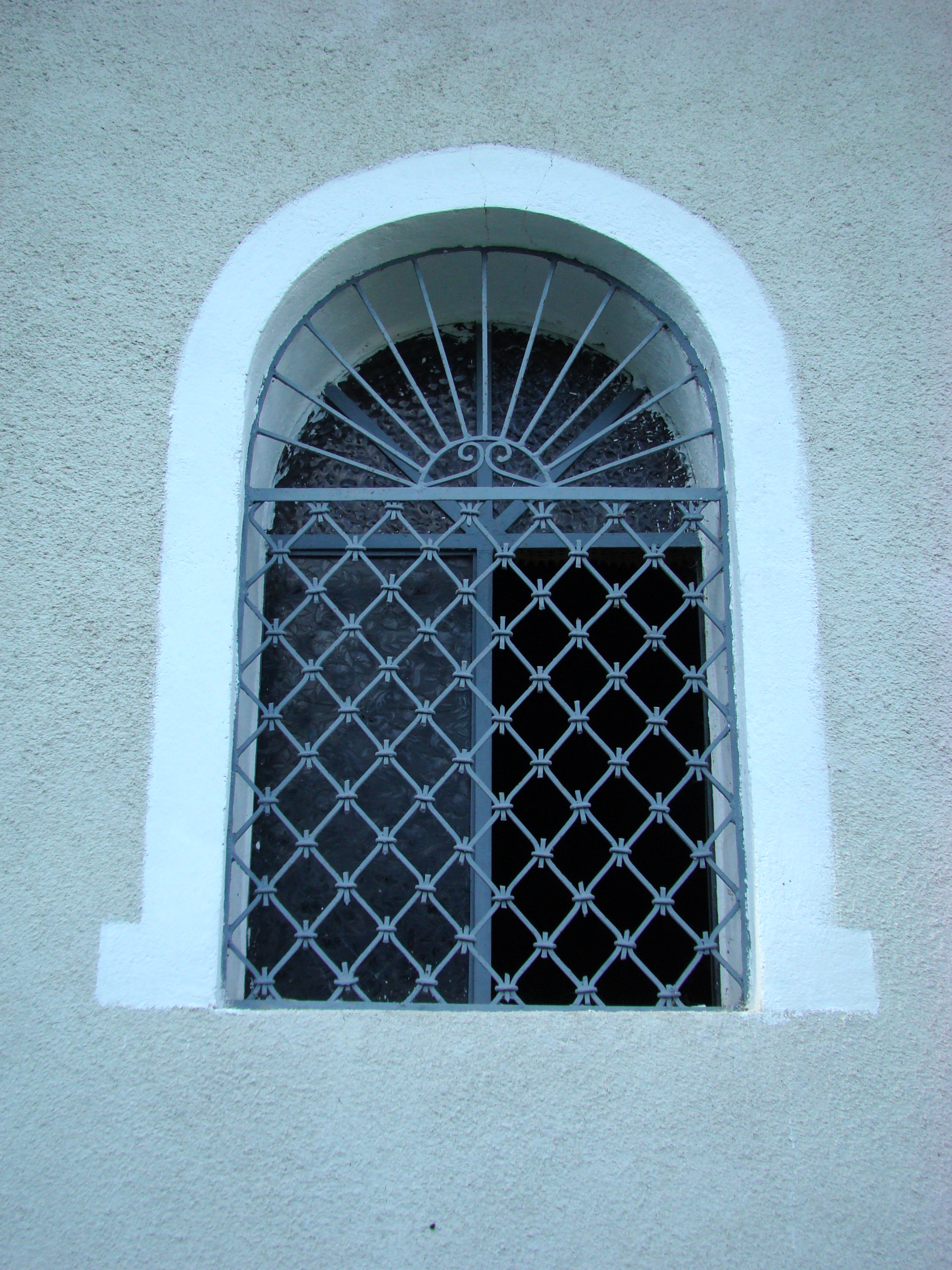
Fereastră
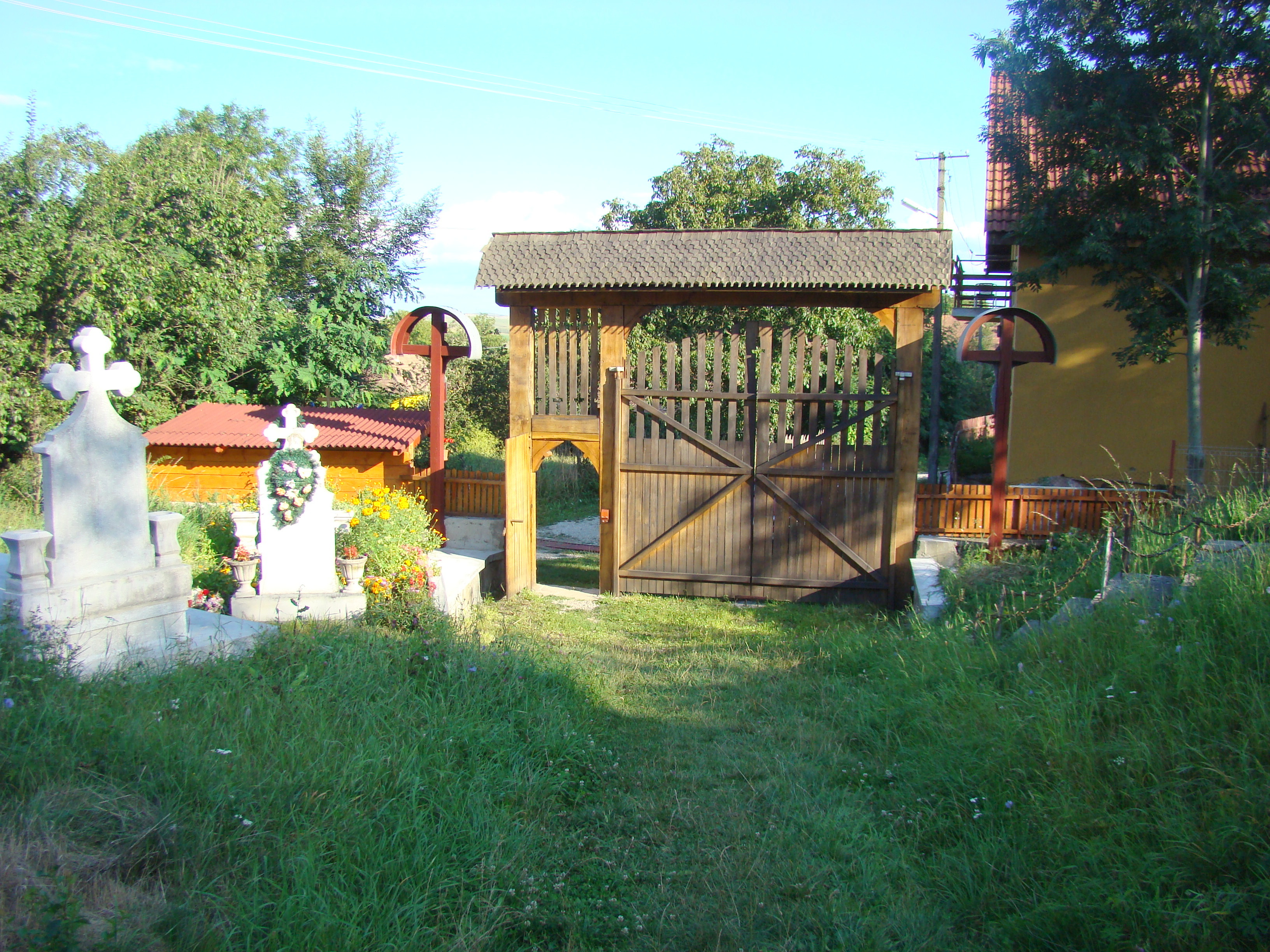
Împrejurimi
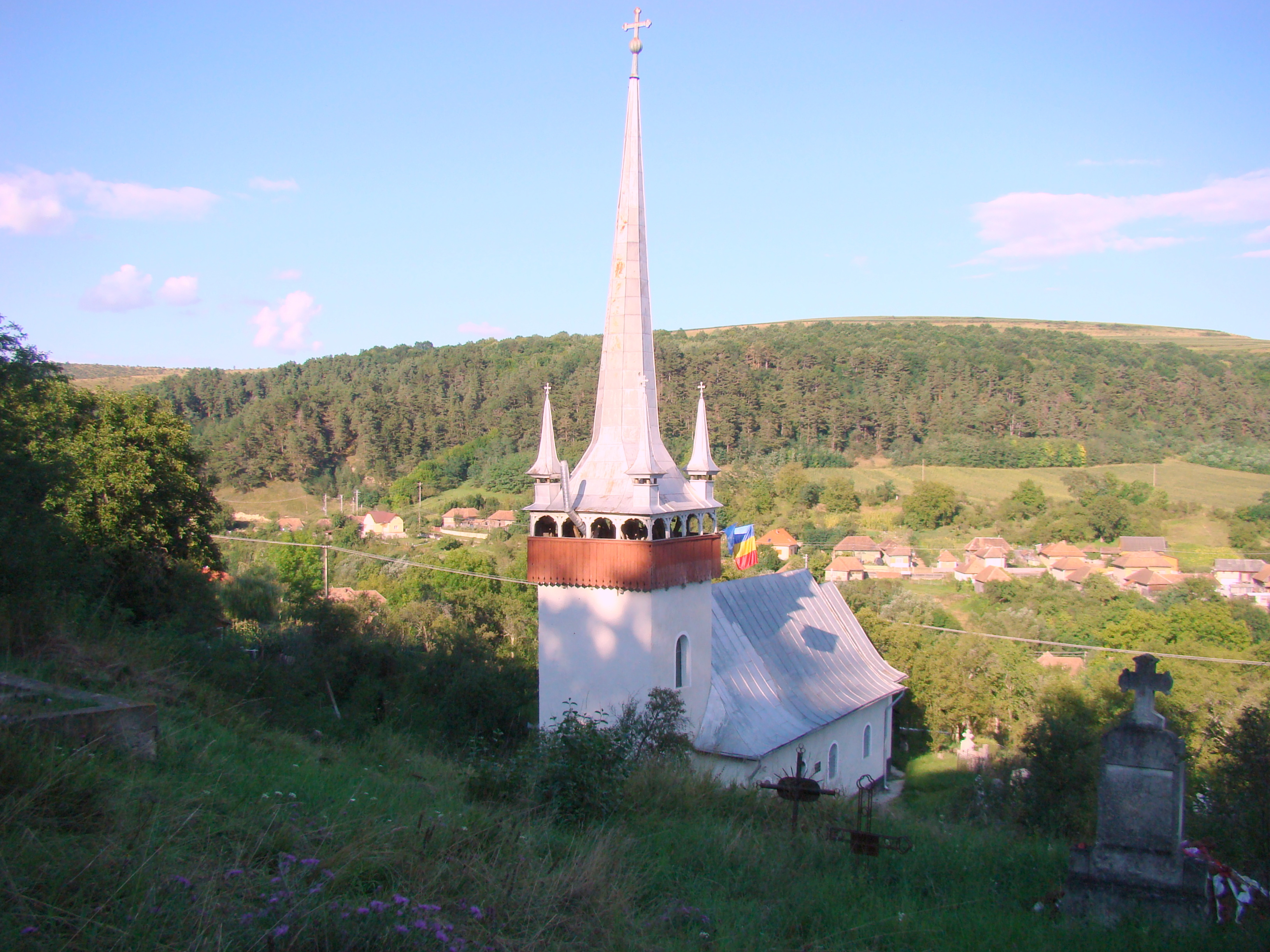
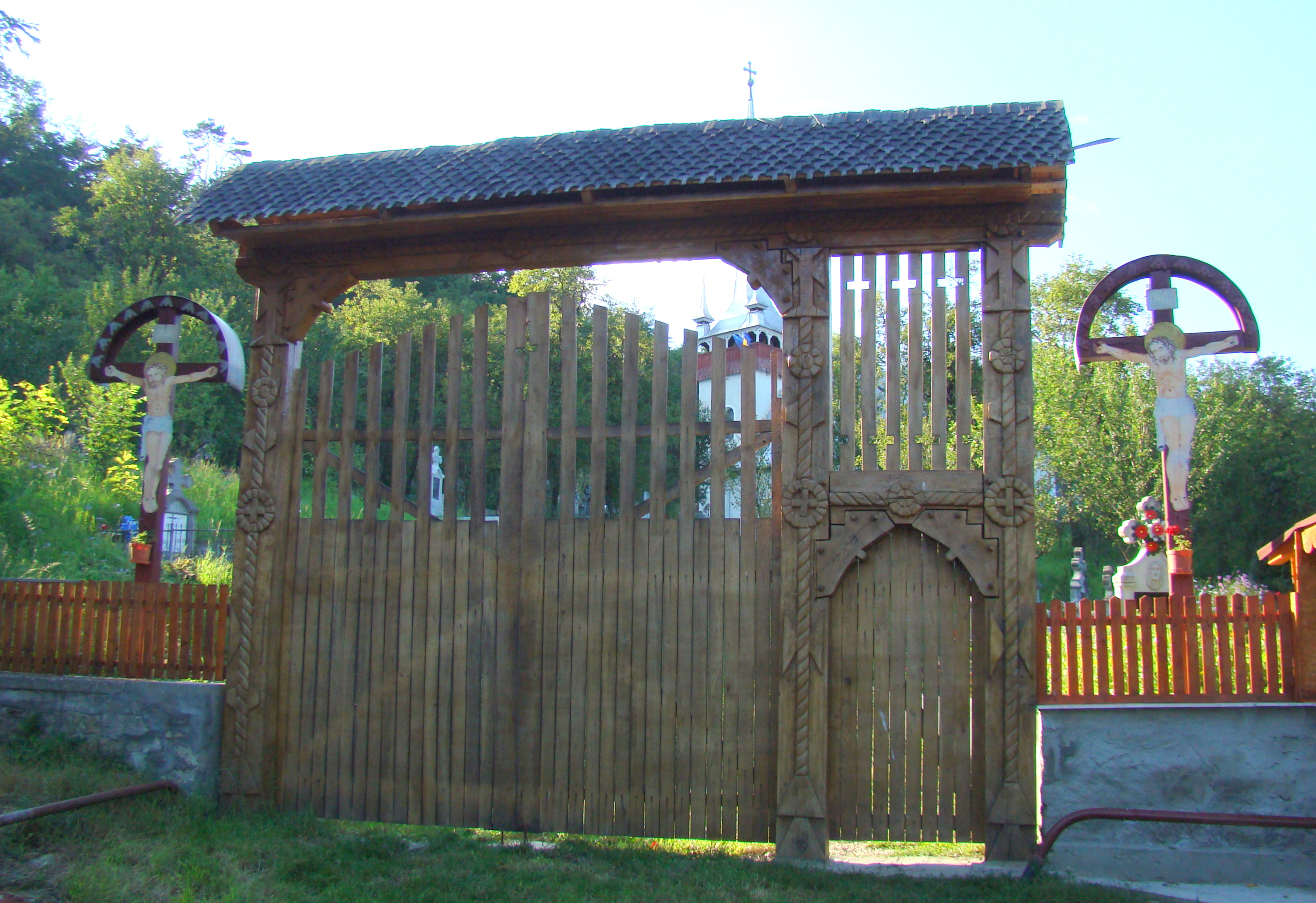
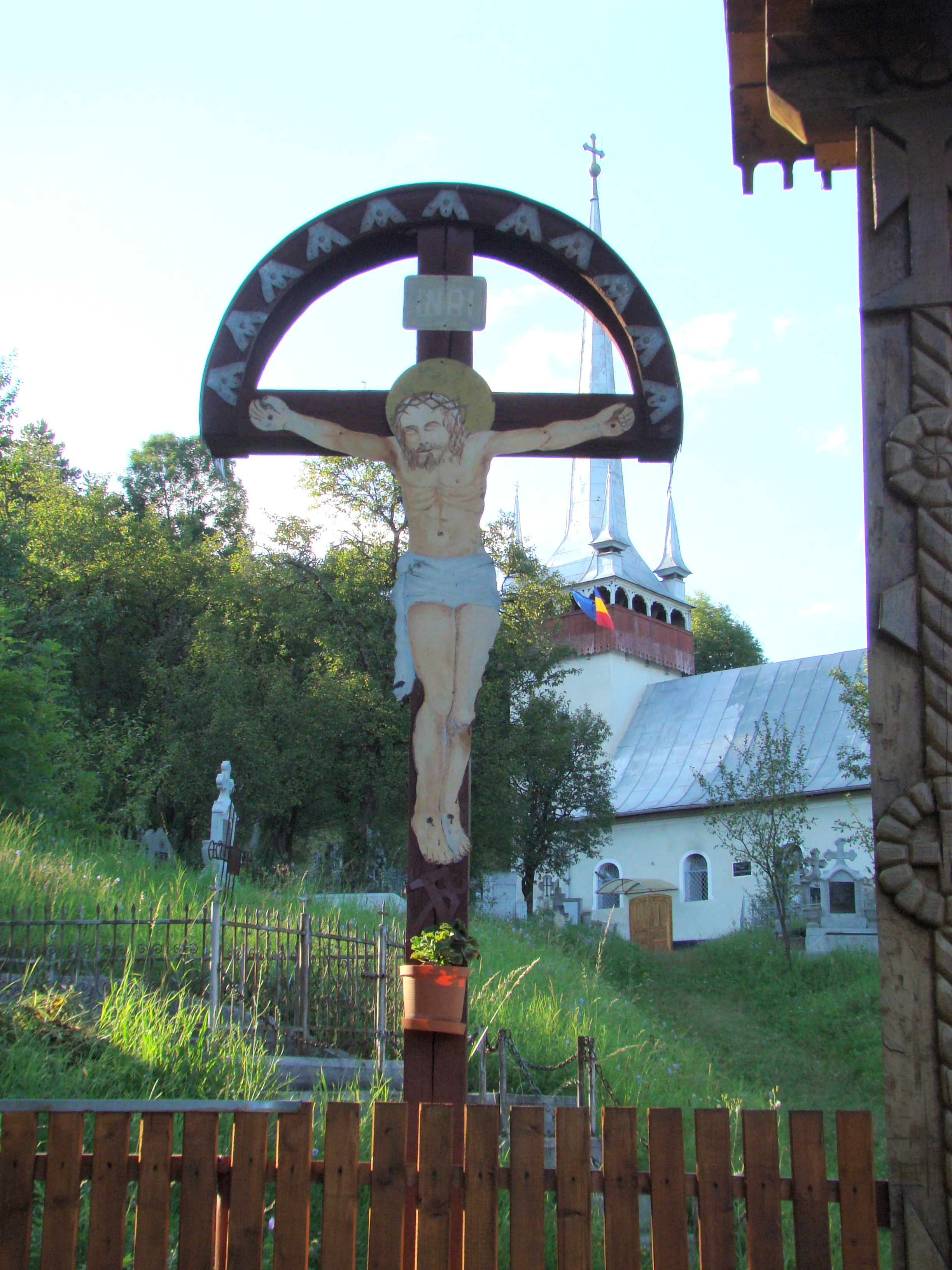
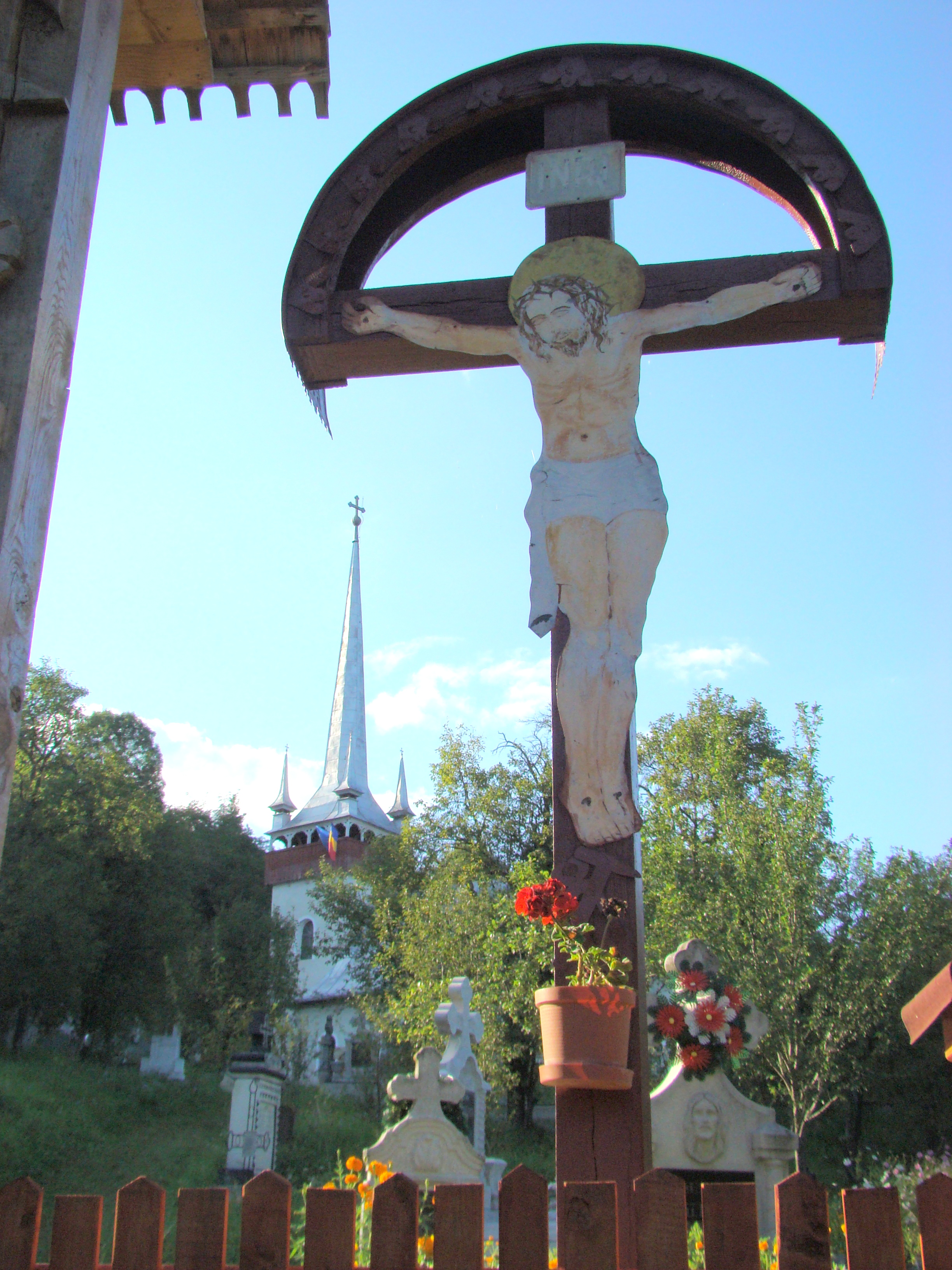
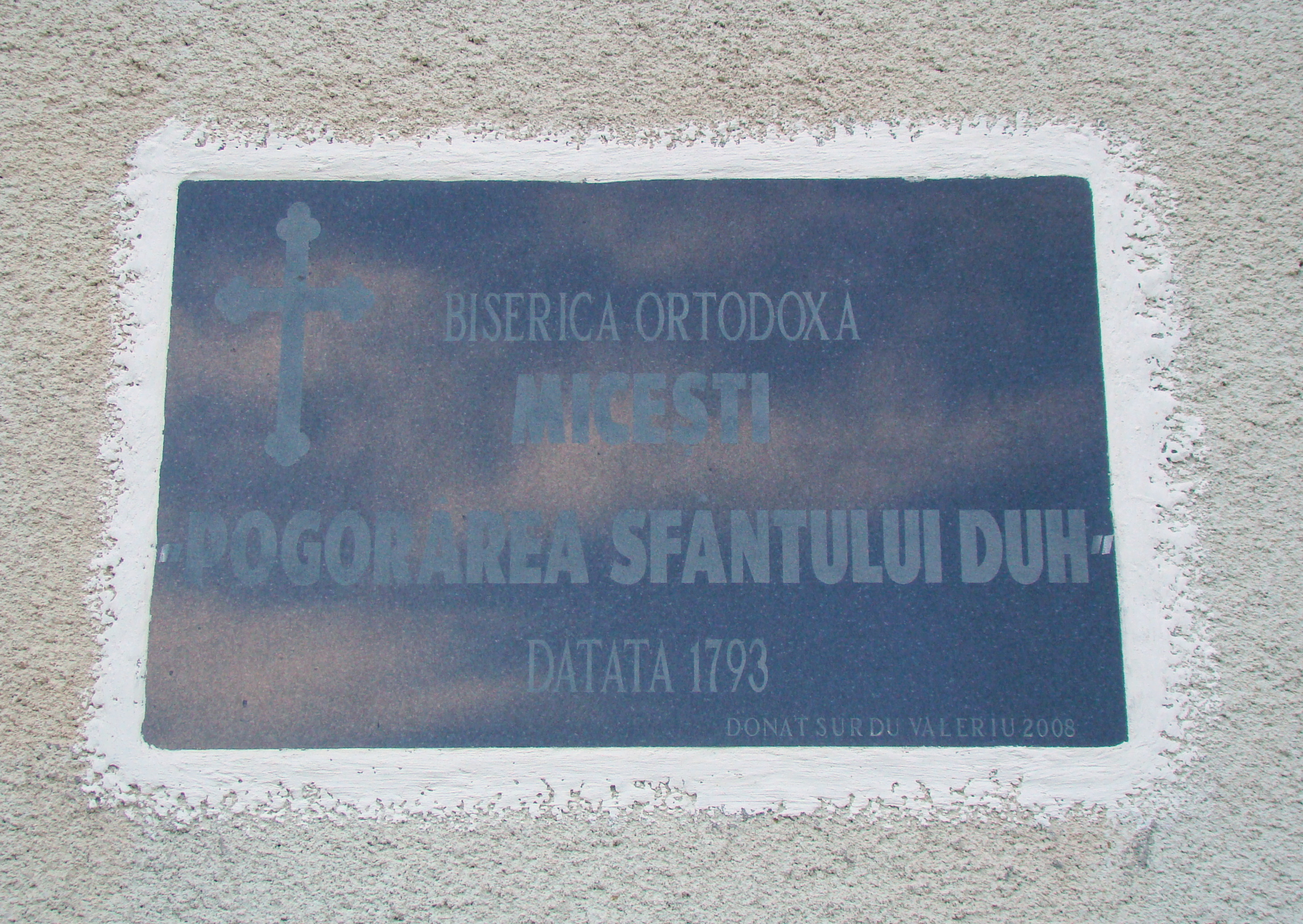
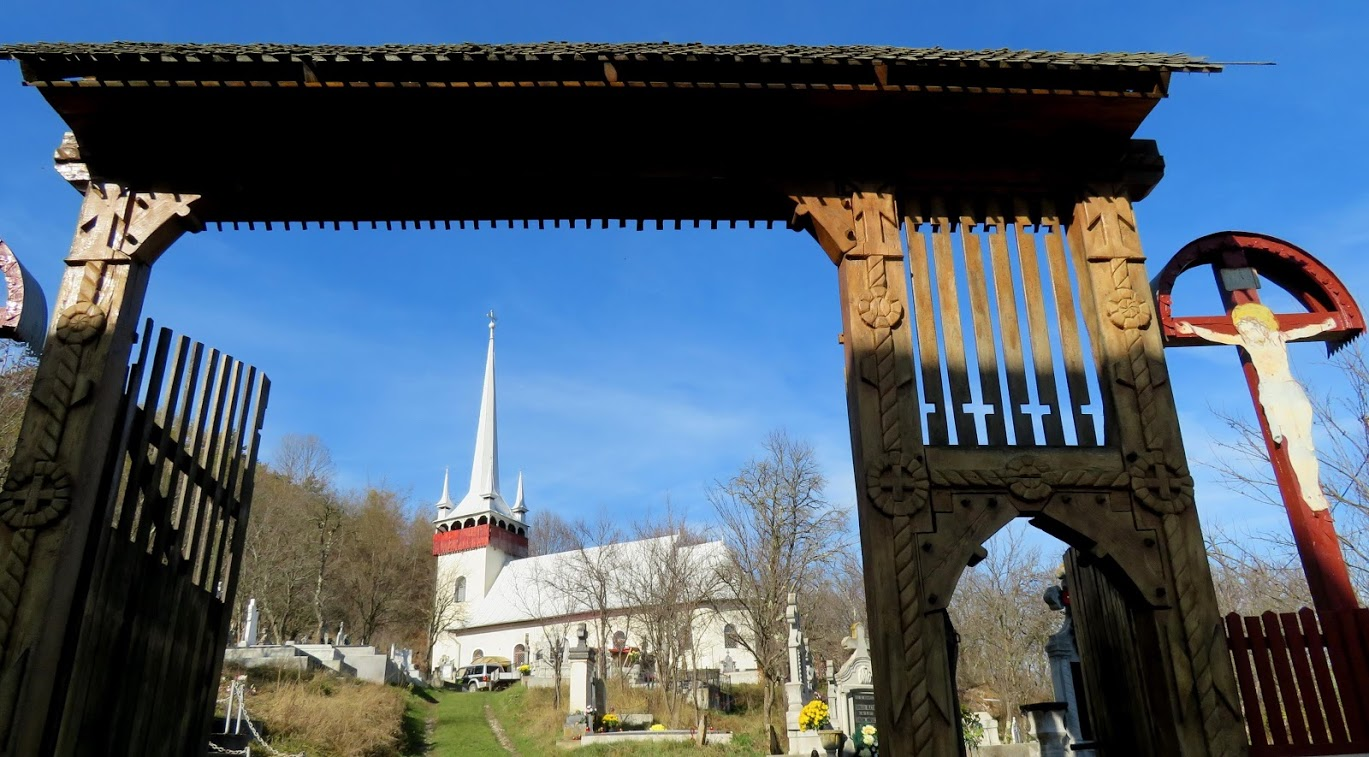

## Imagini din interior

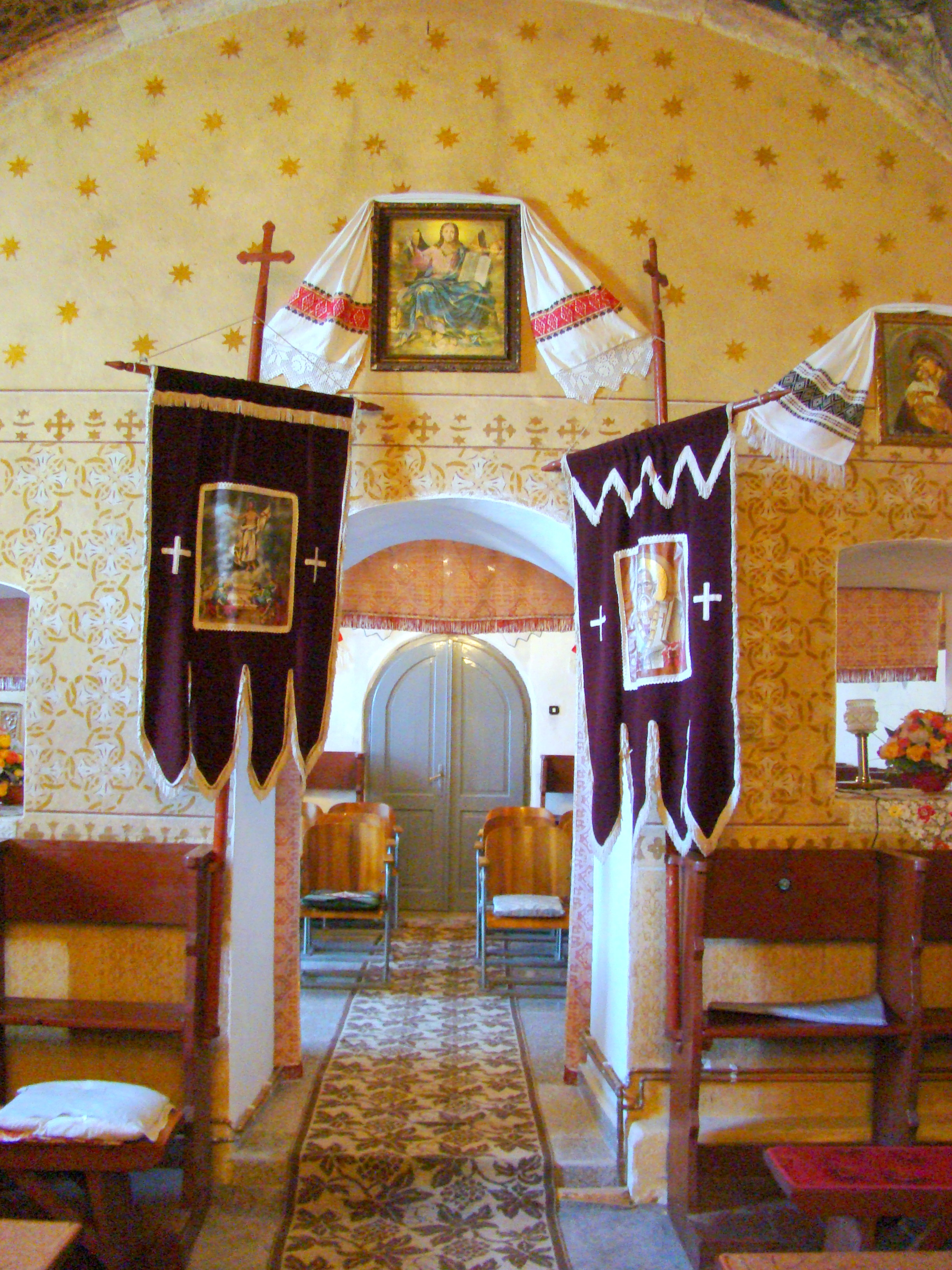
Trecerea din naos în pronaos
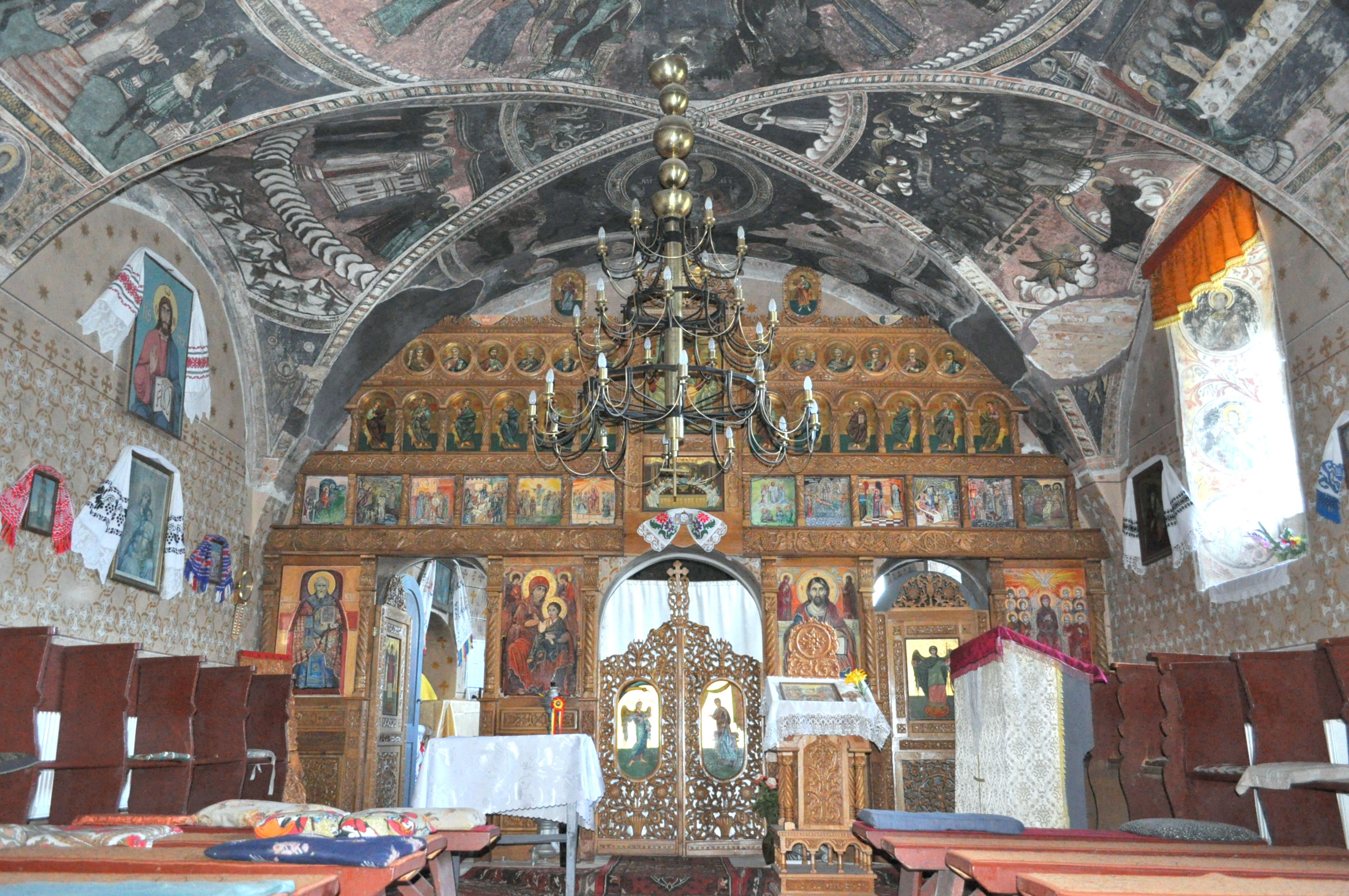
Interiorul navei
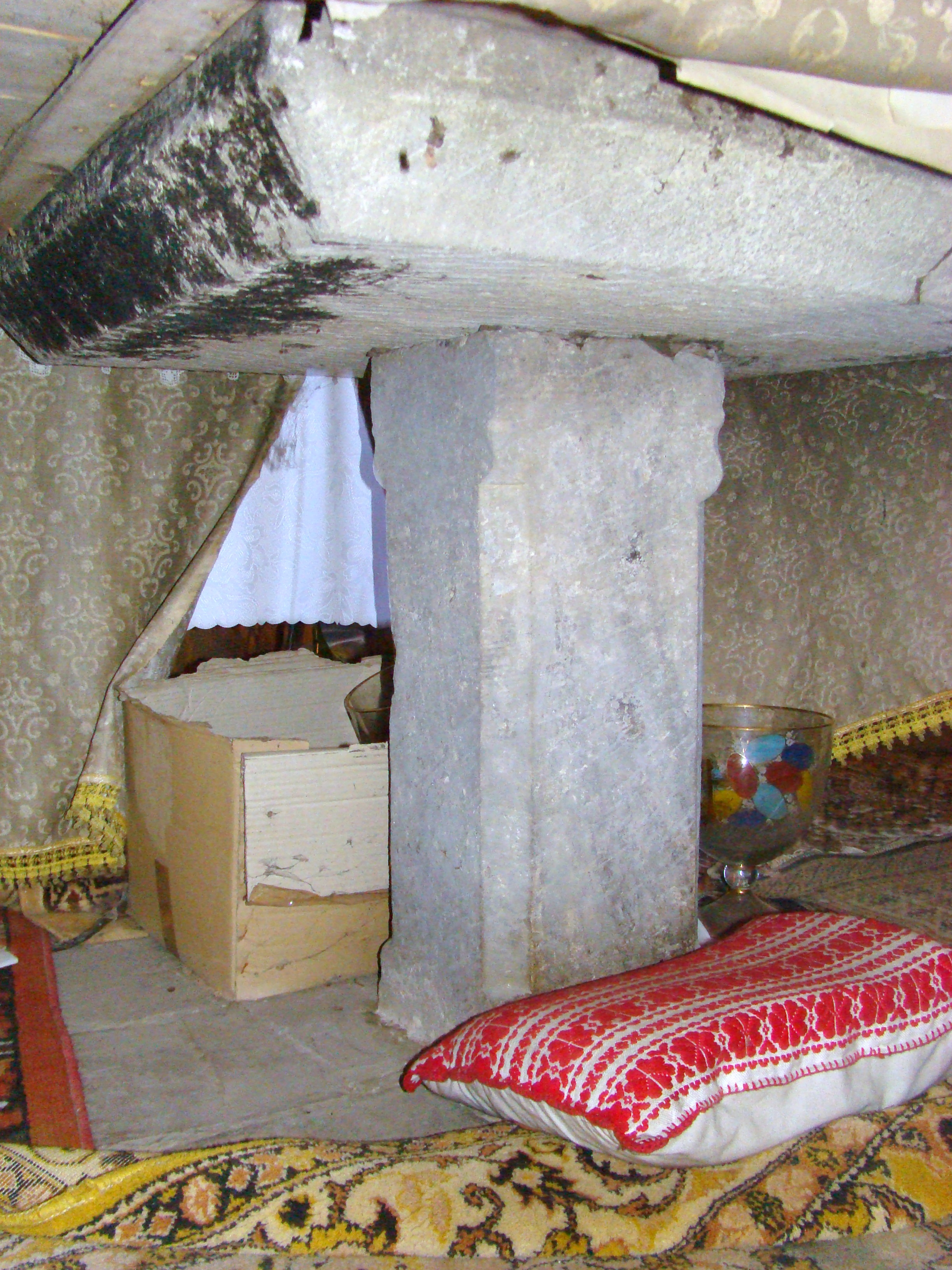
Piciorul mesei altarului
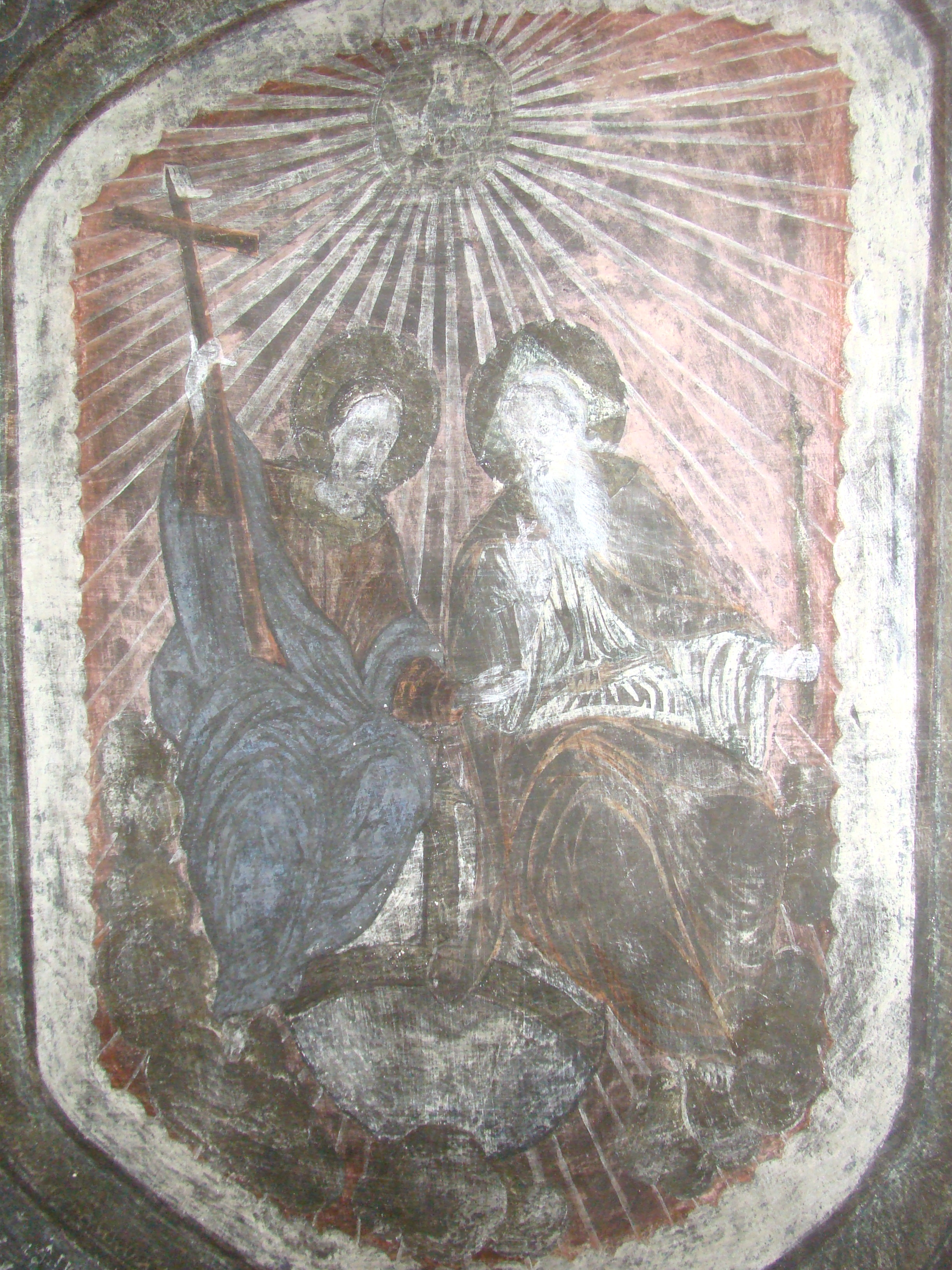
Sfânta Treime
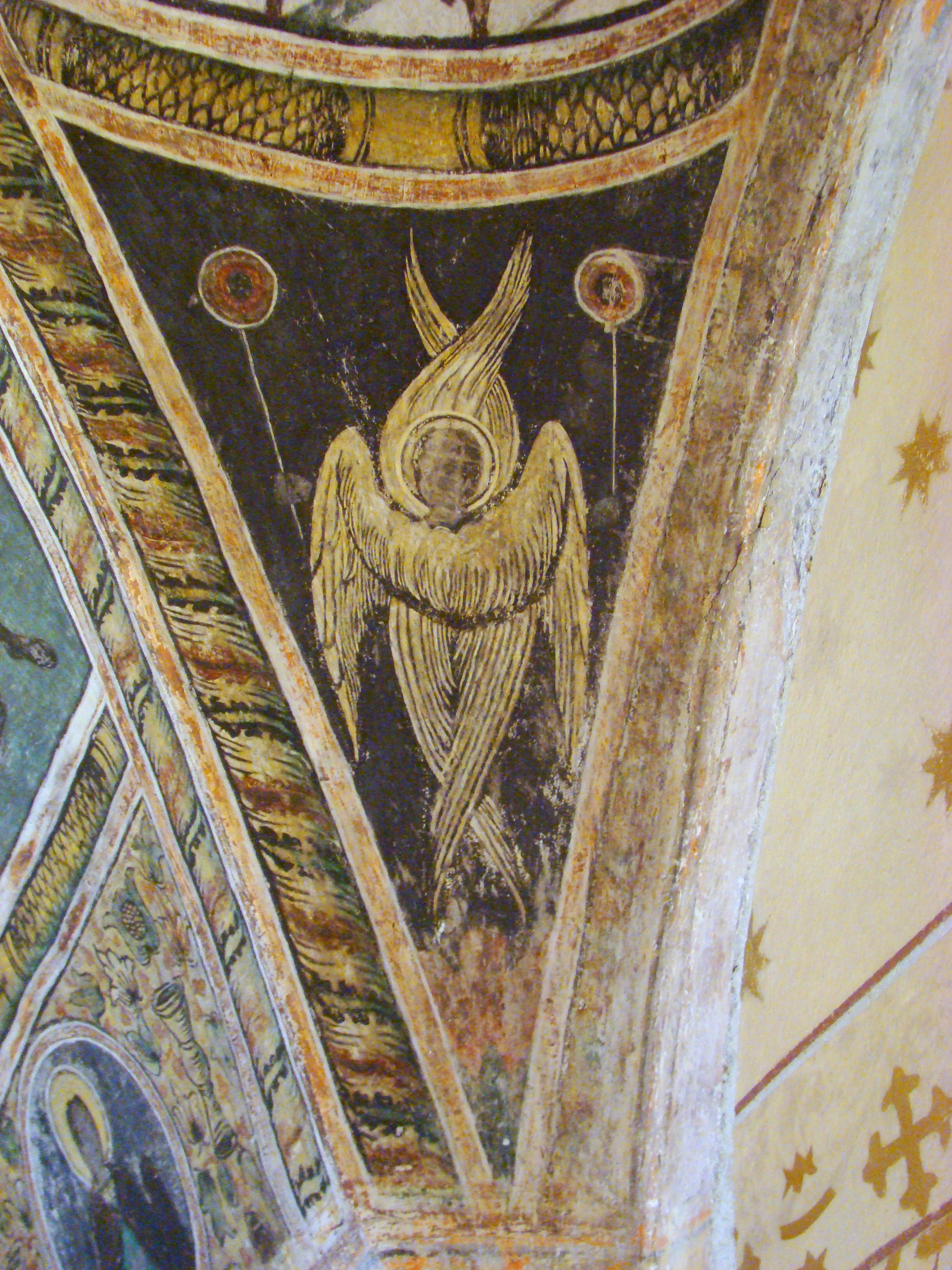
Îngeri cu şase aripi figuraţi în pandantivi
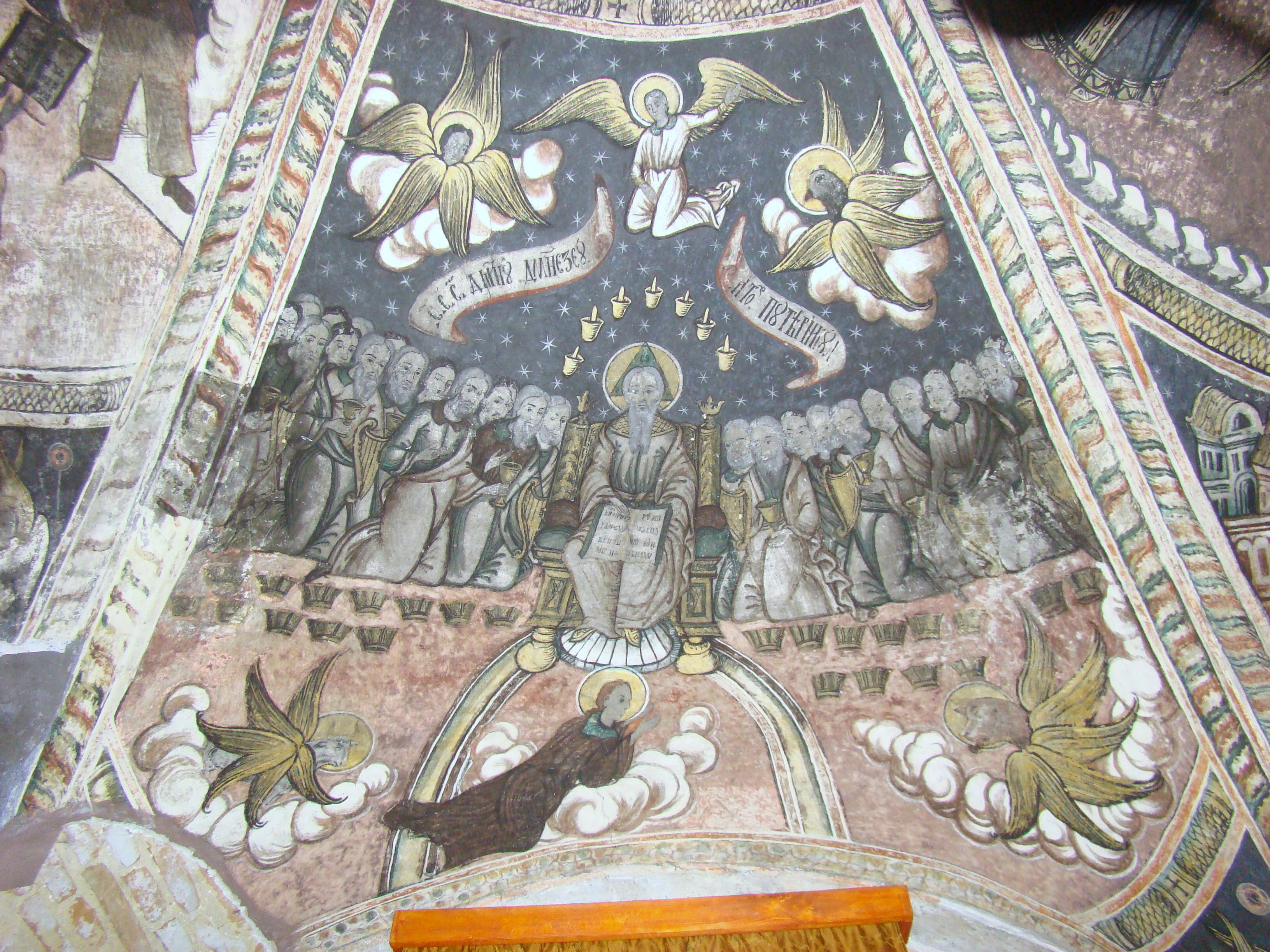
Dumnezeu-Tatăl figurat ca un bătrân în straie albe, cu barba ninsă şi un nimb triunghiular, înscris în cerc deasupra capului; el şade pe tronul Judecăţii, ţinând pe genunchi, deschisă cartea vieţii, în care sunt trecute faptele tuturor, în baza cărora vor fi judecaţi
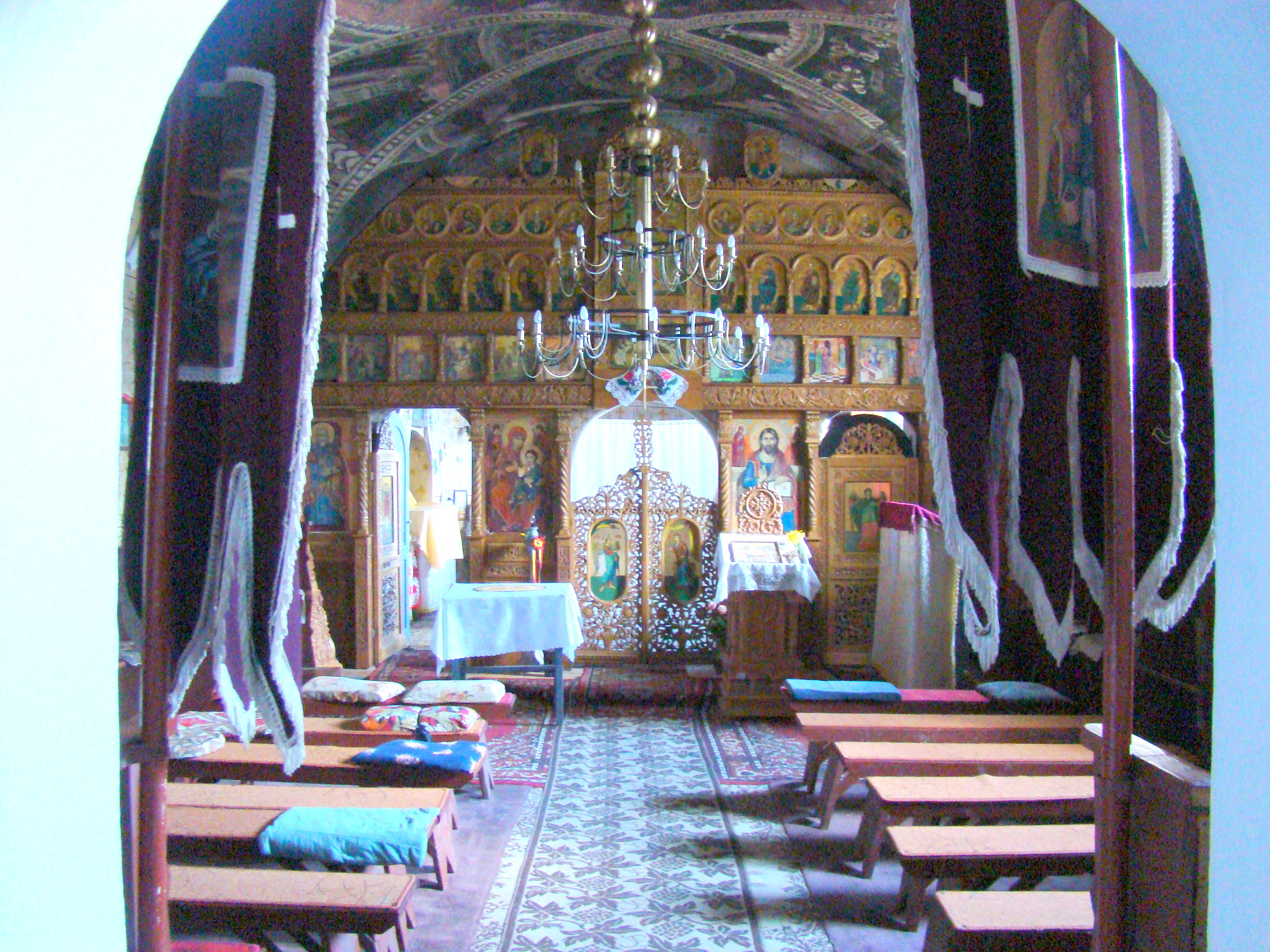
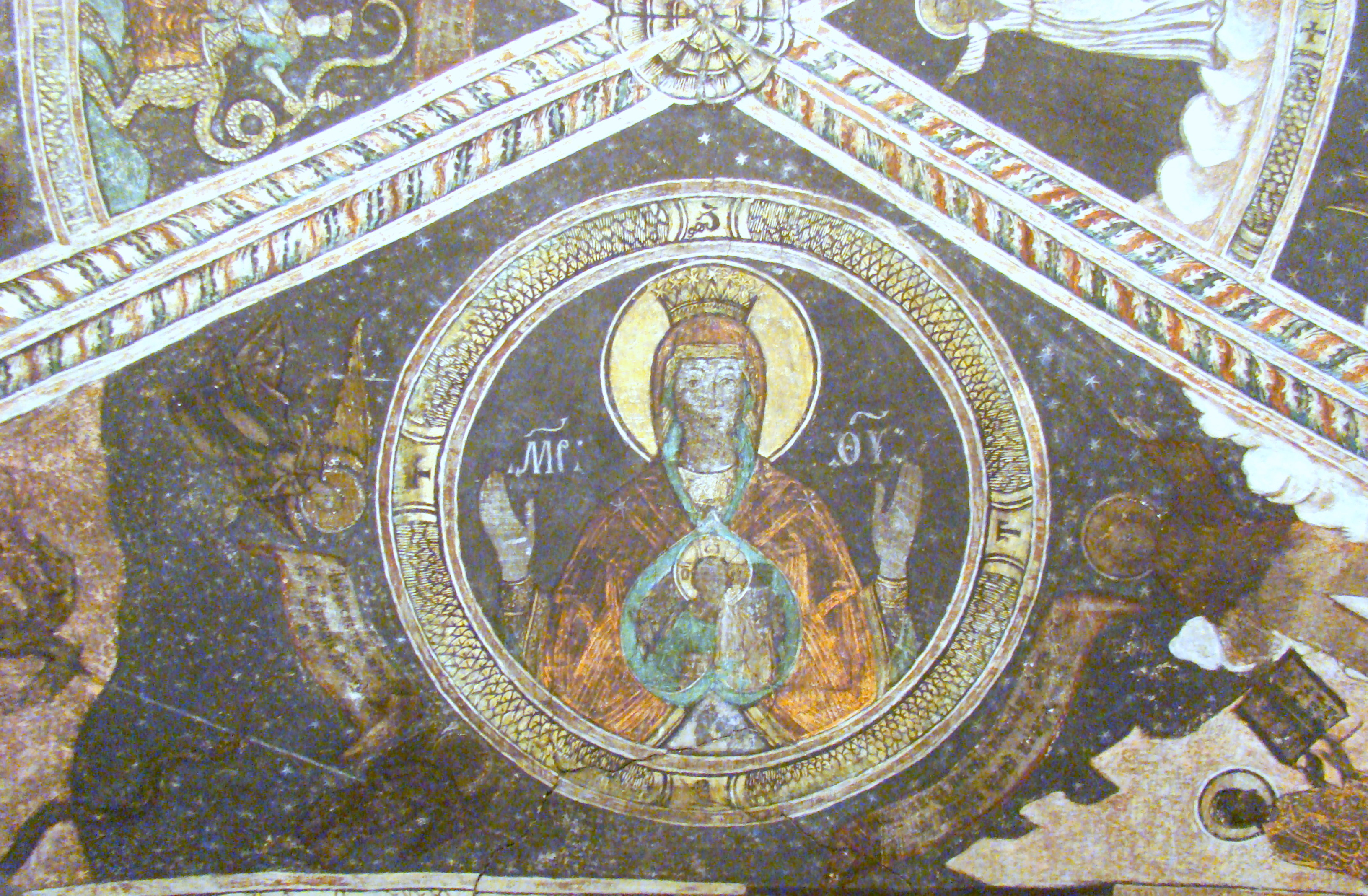
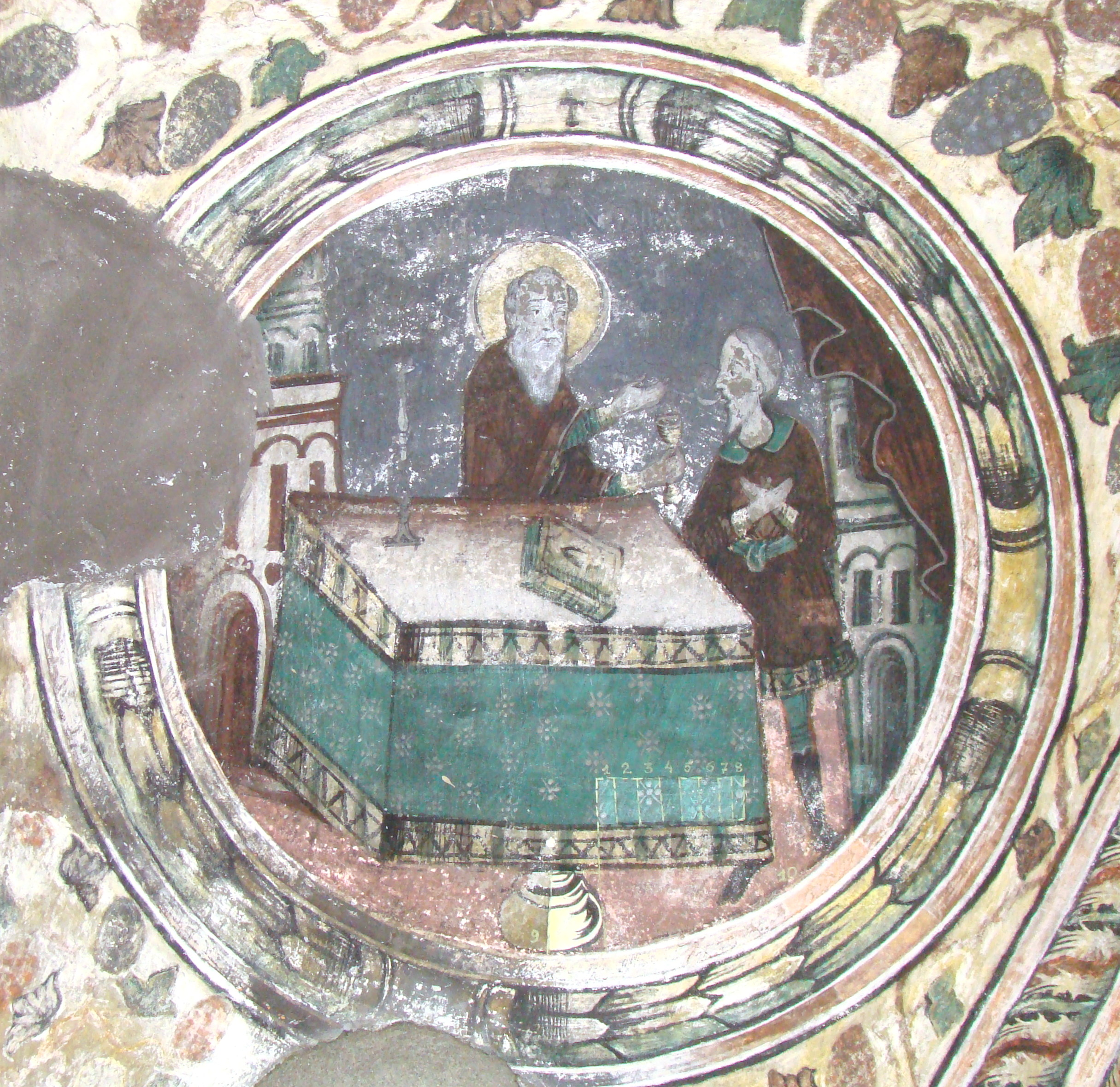
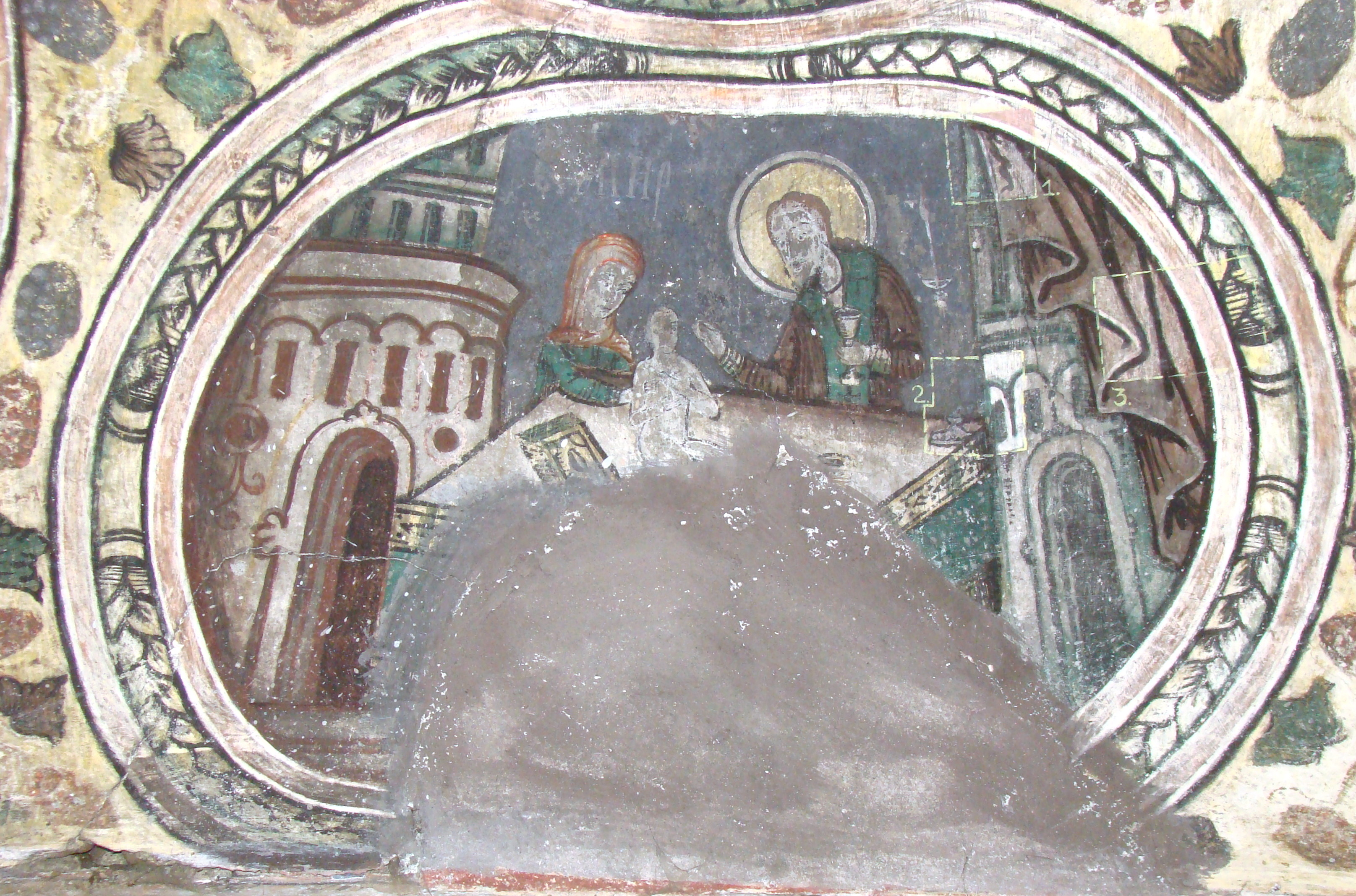
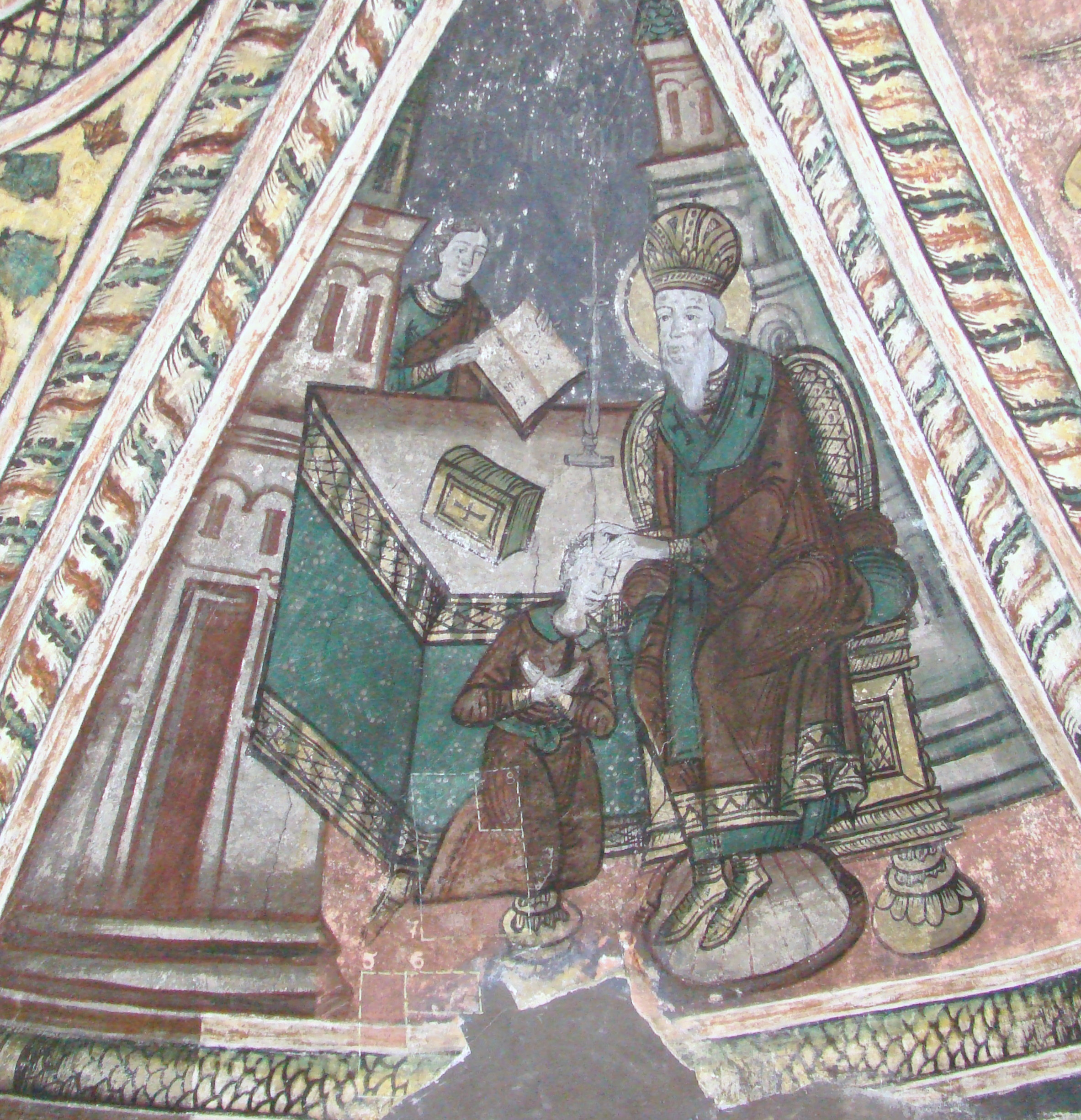
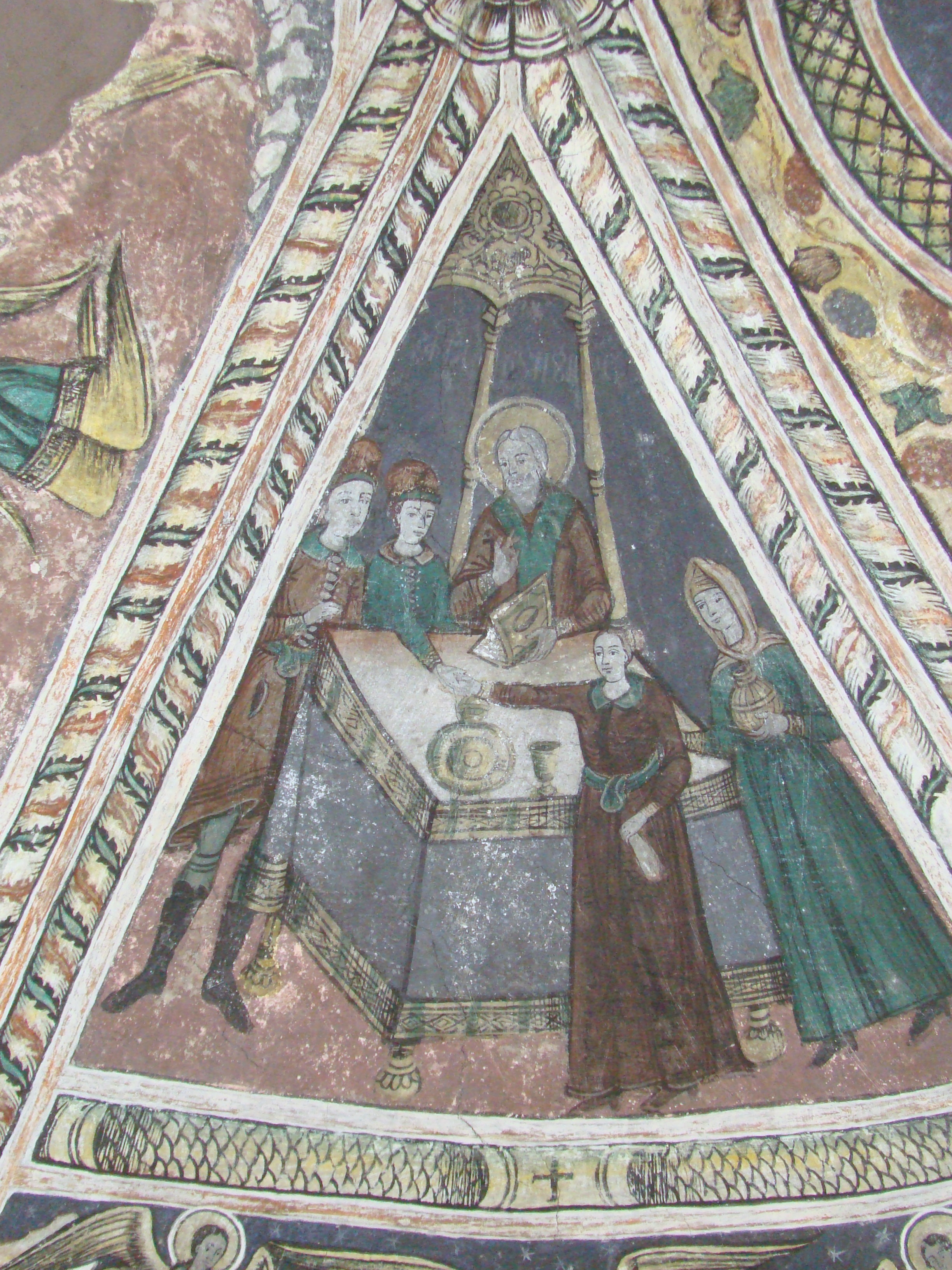
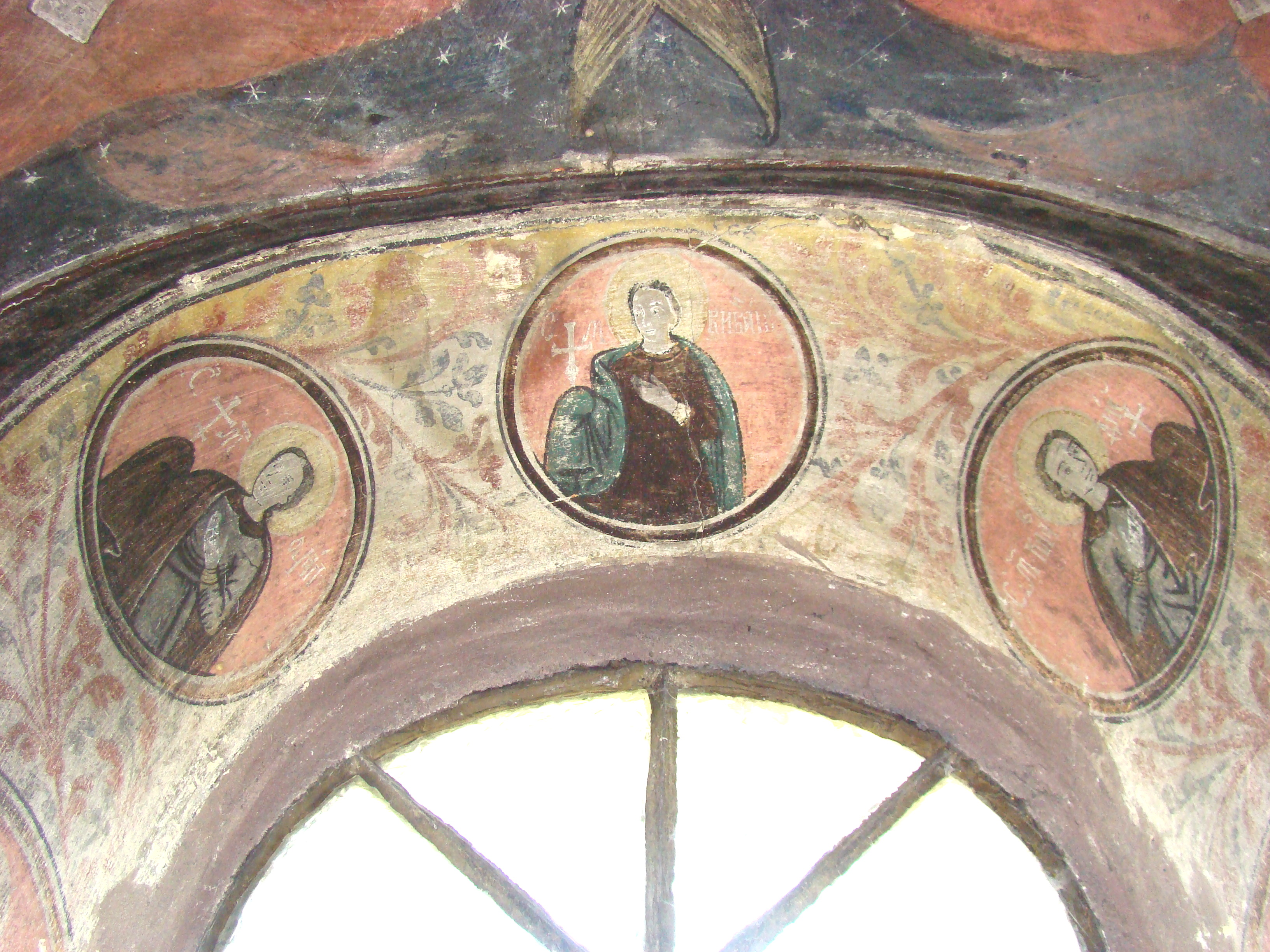
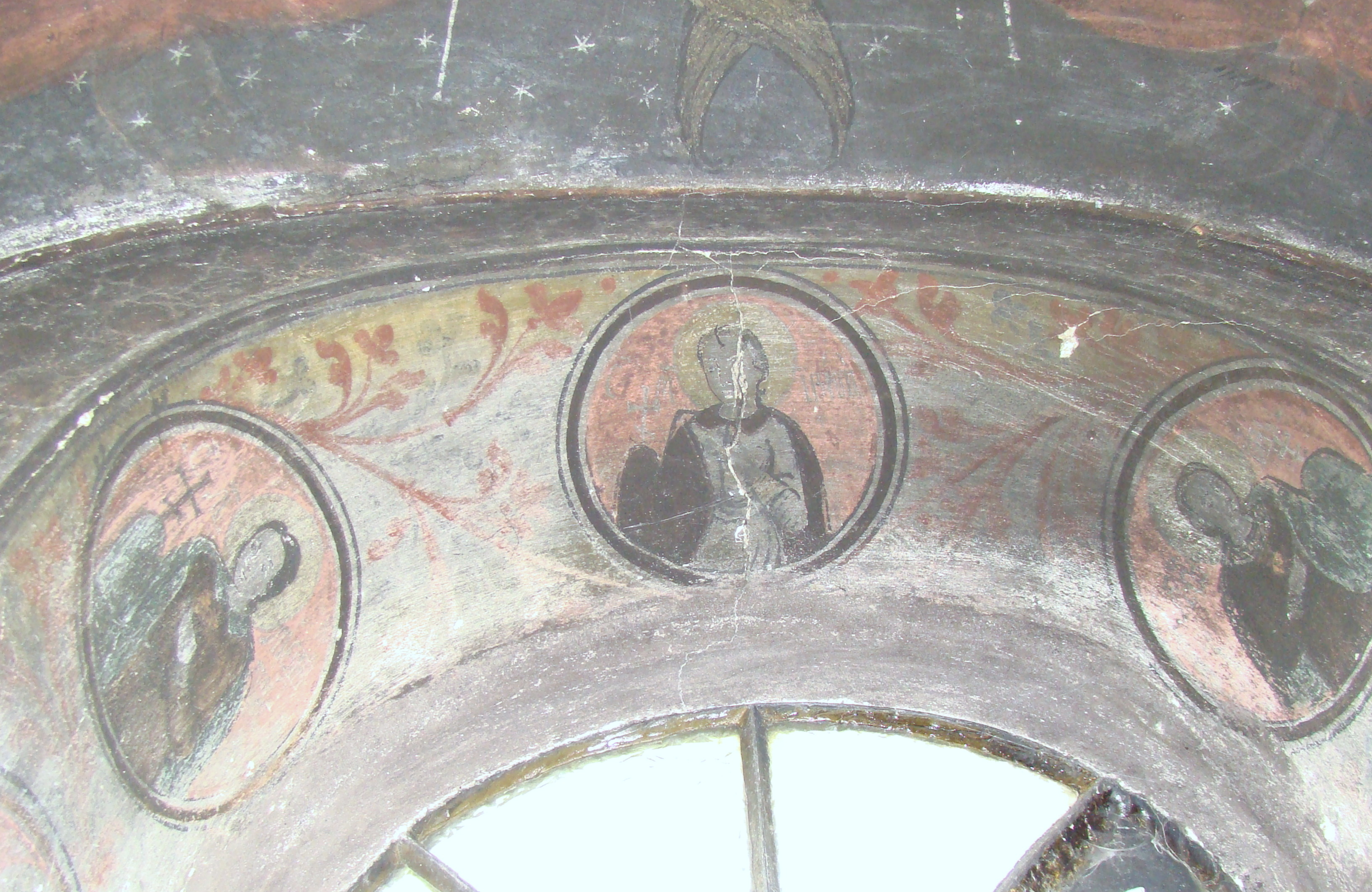
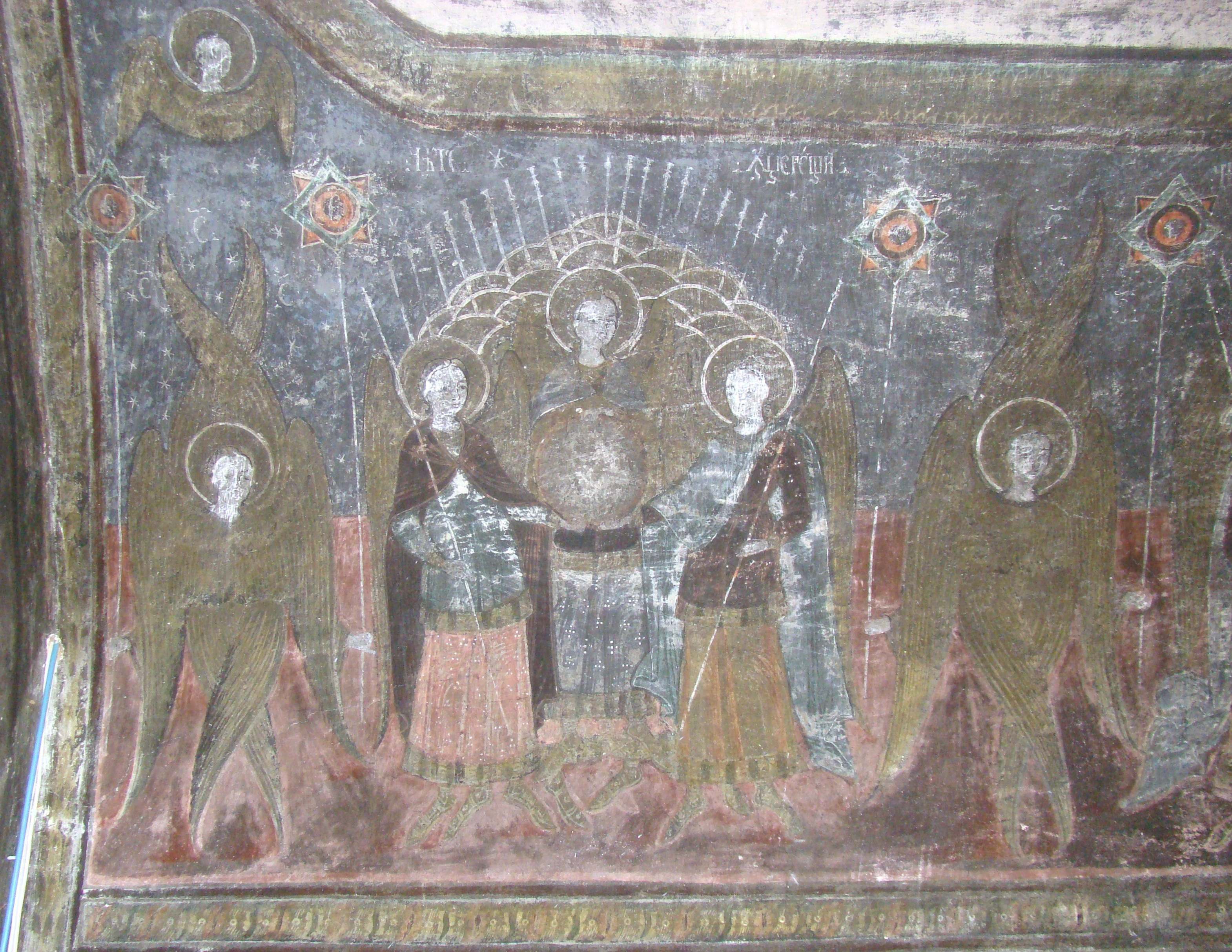
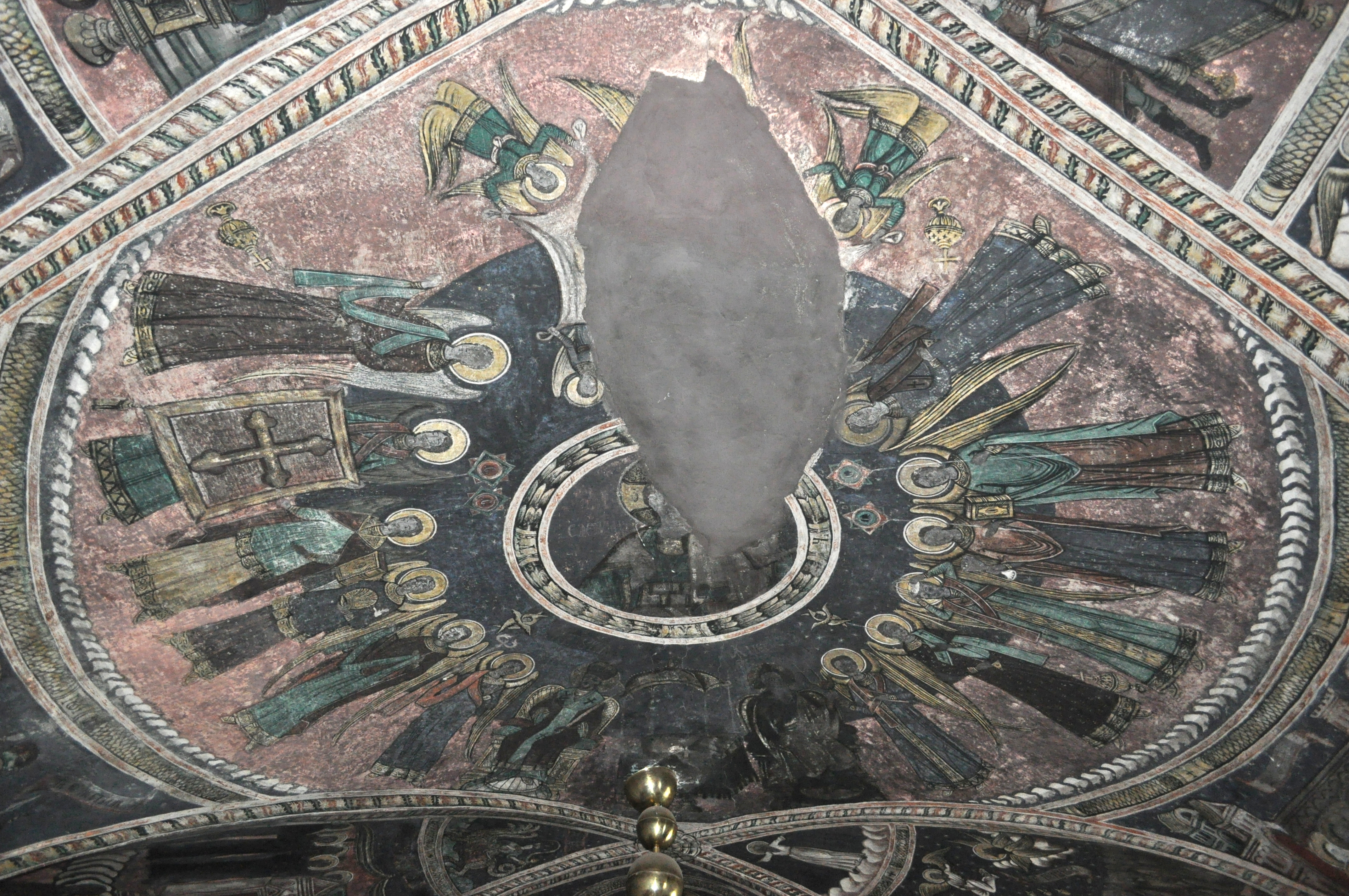
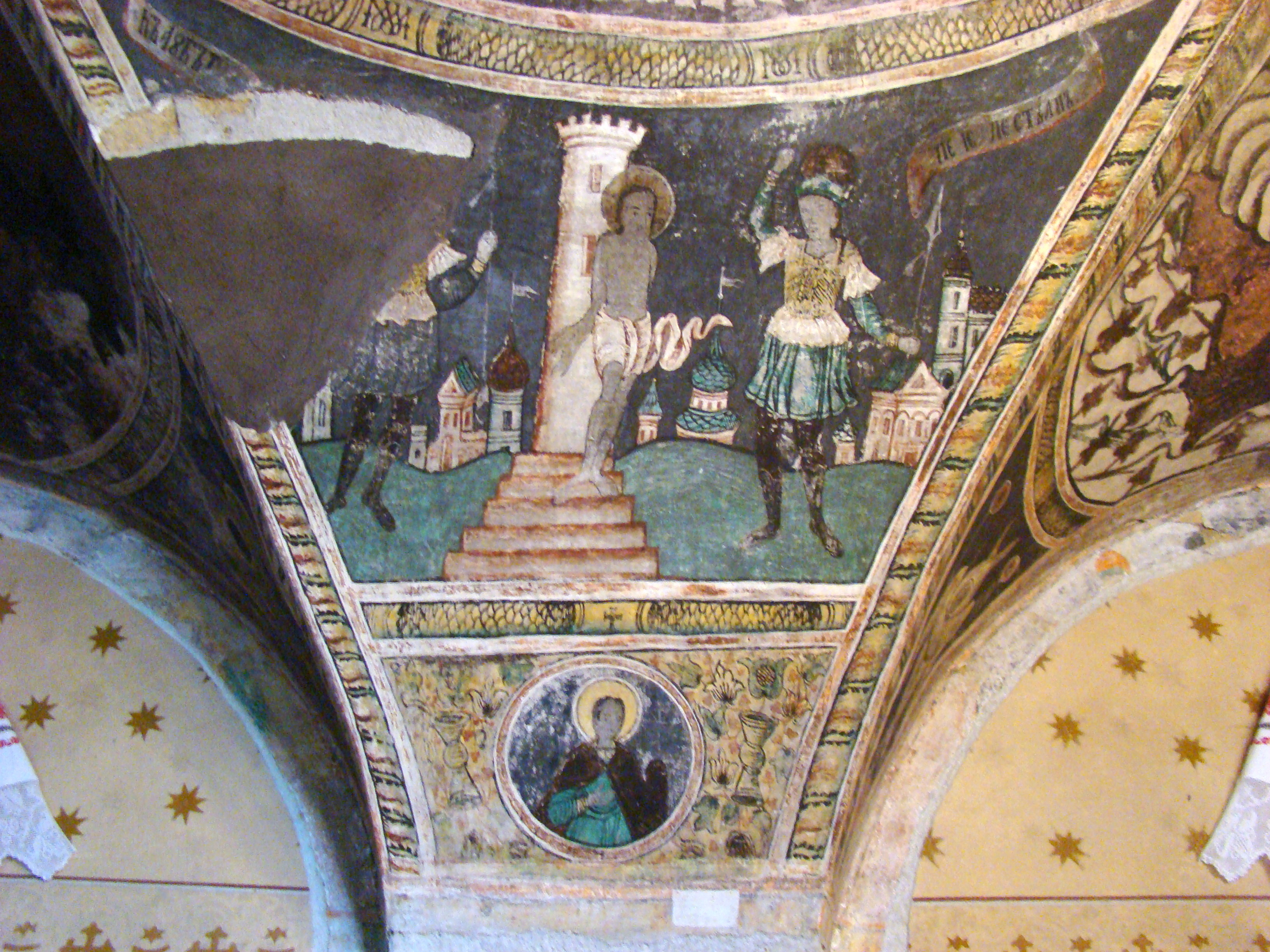
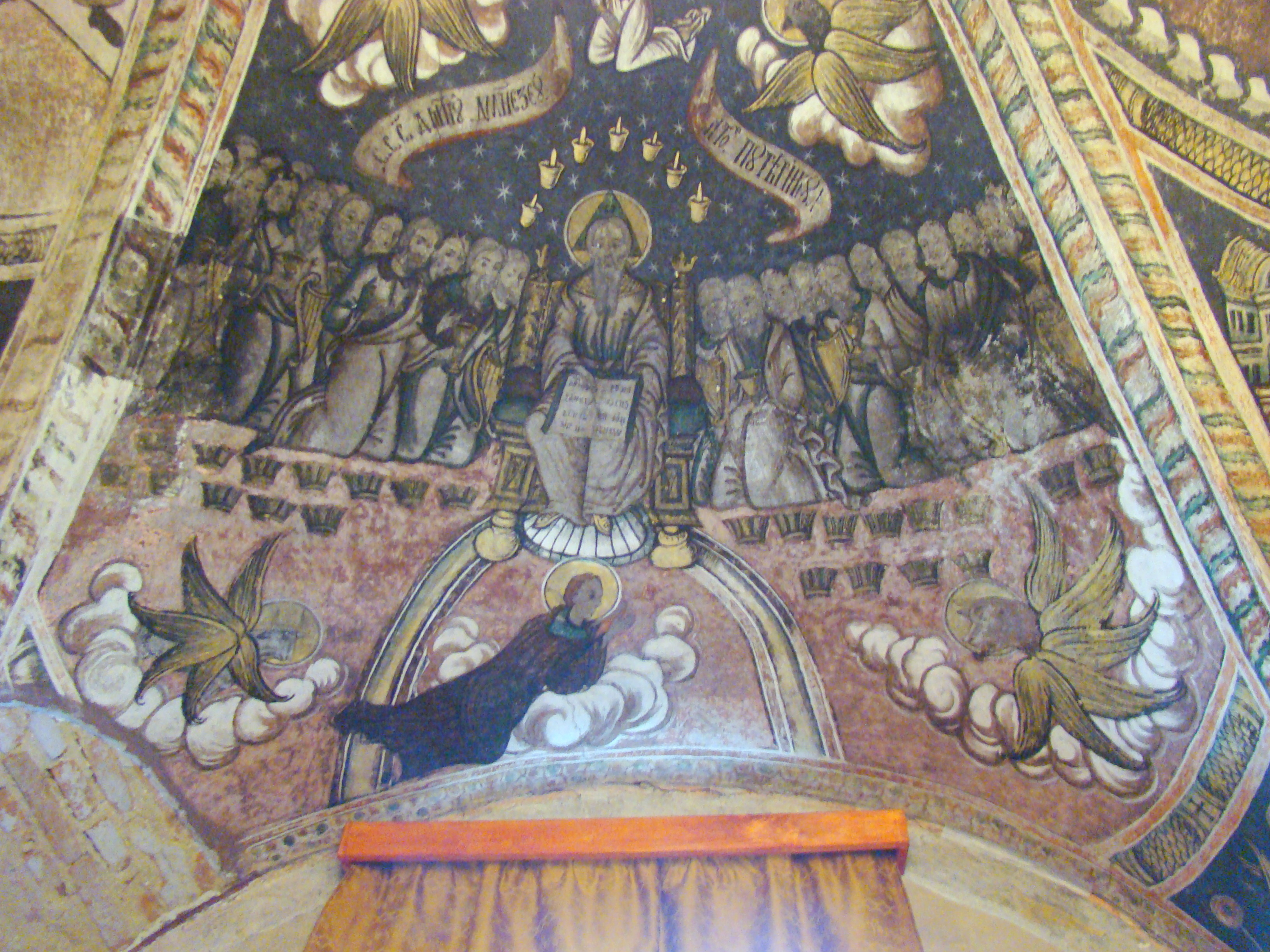
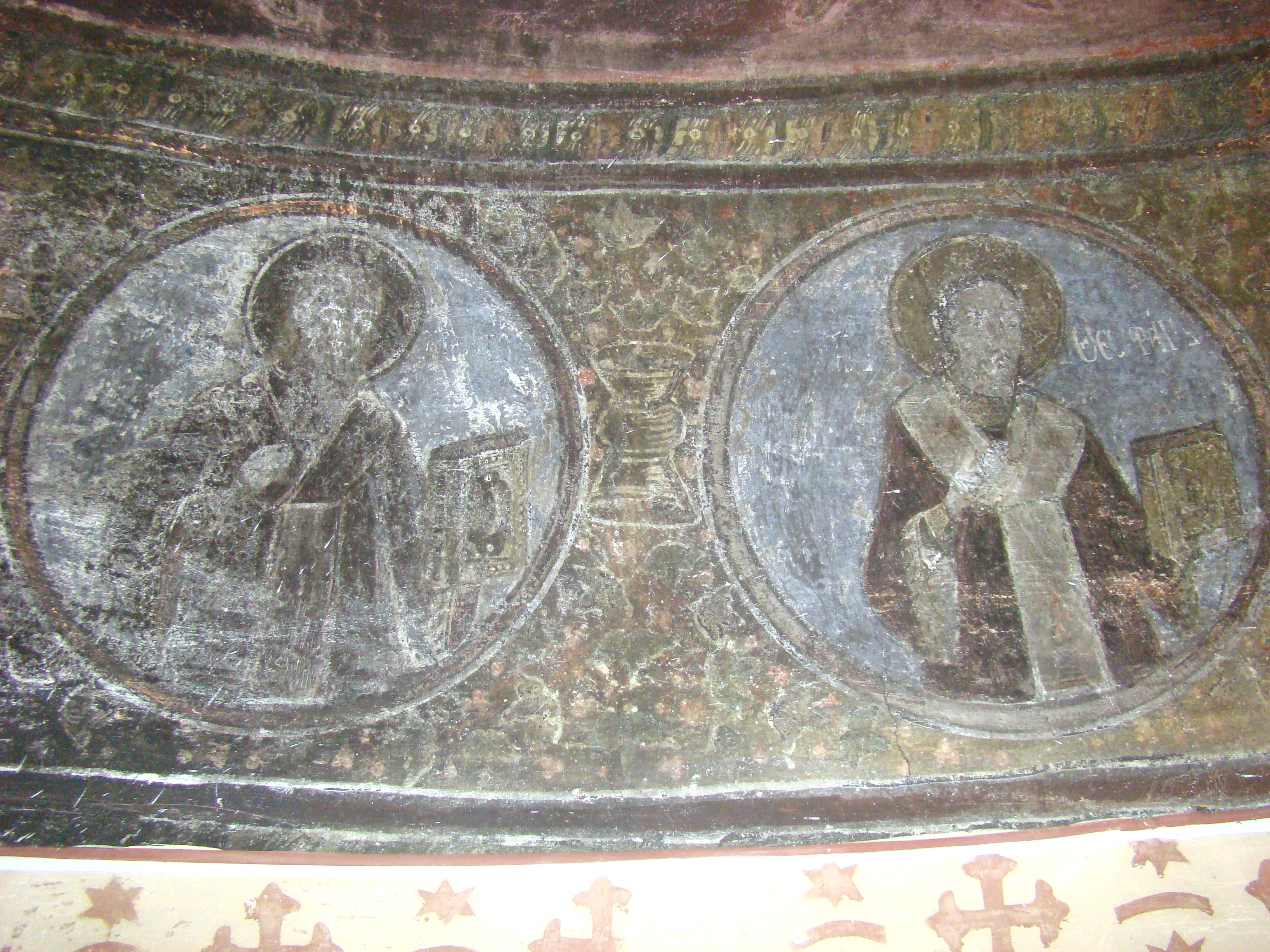
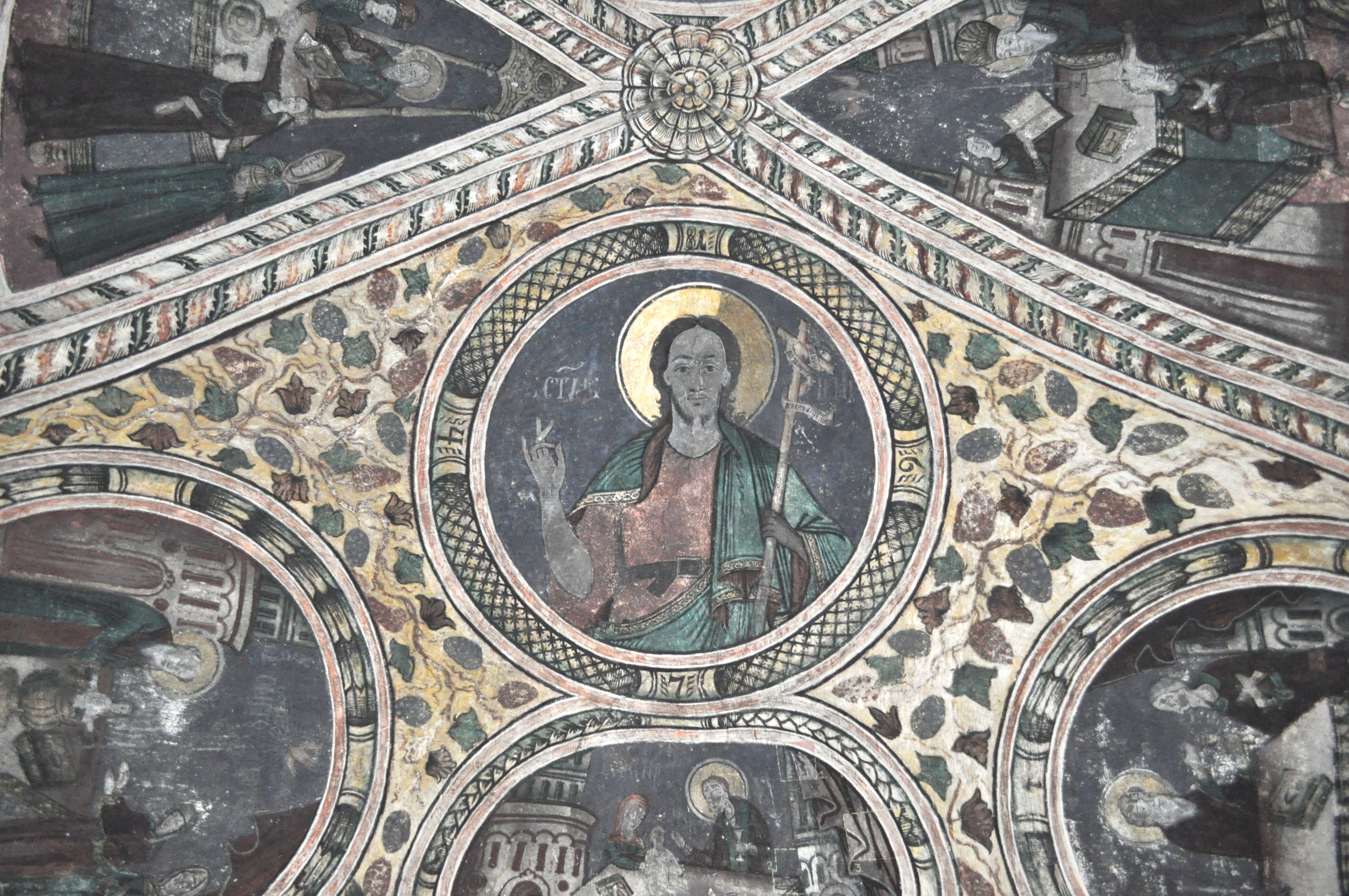
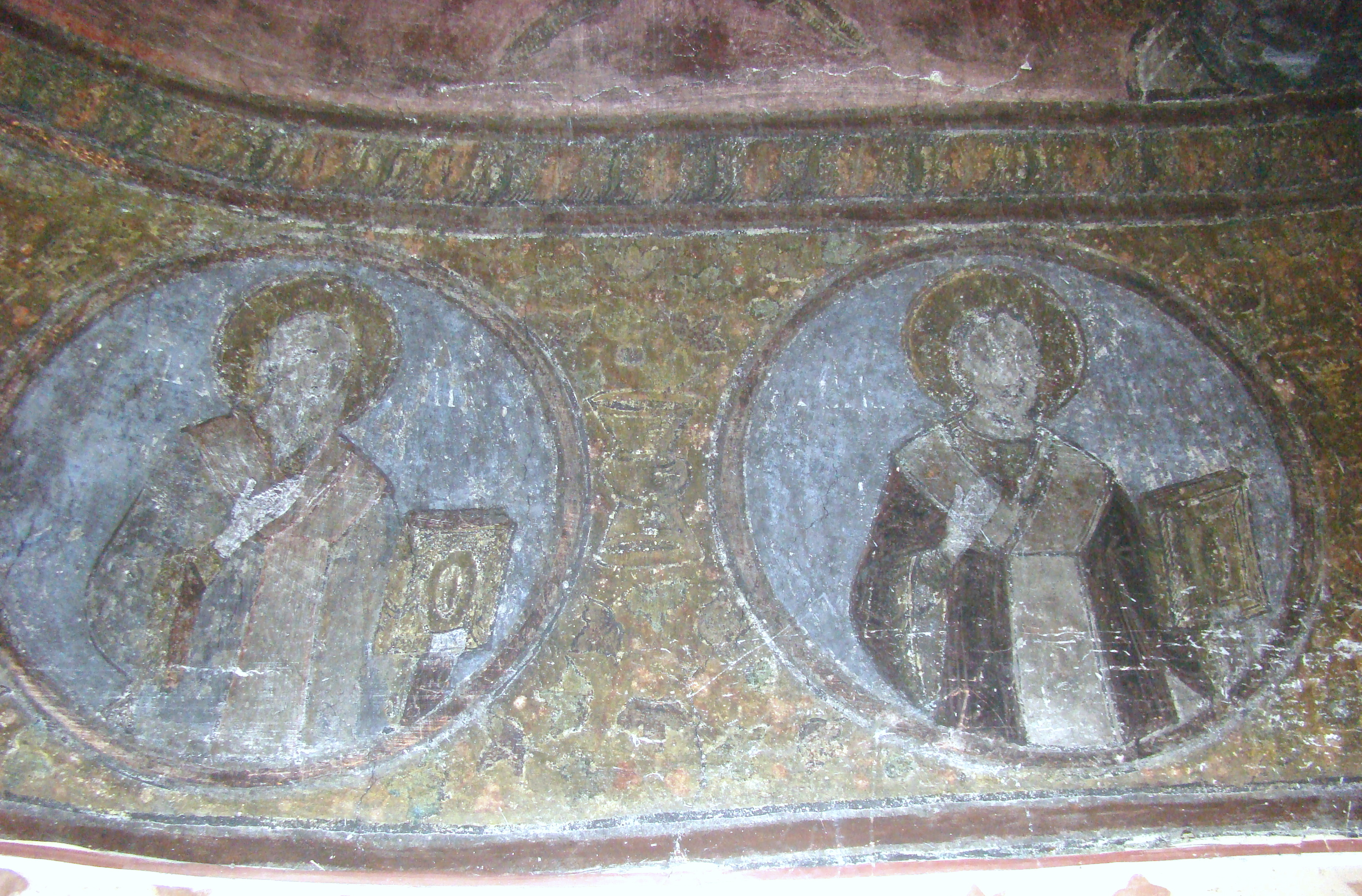
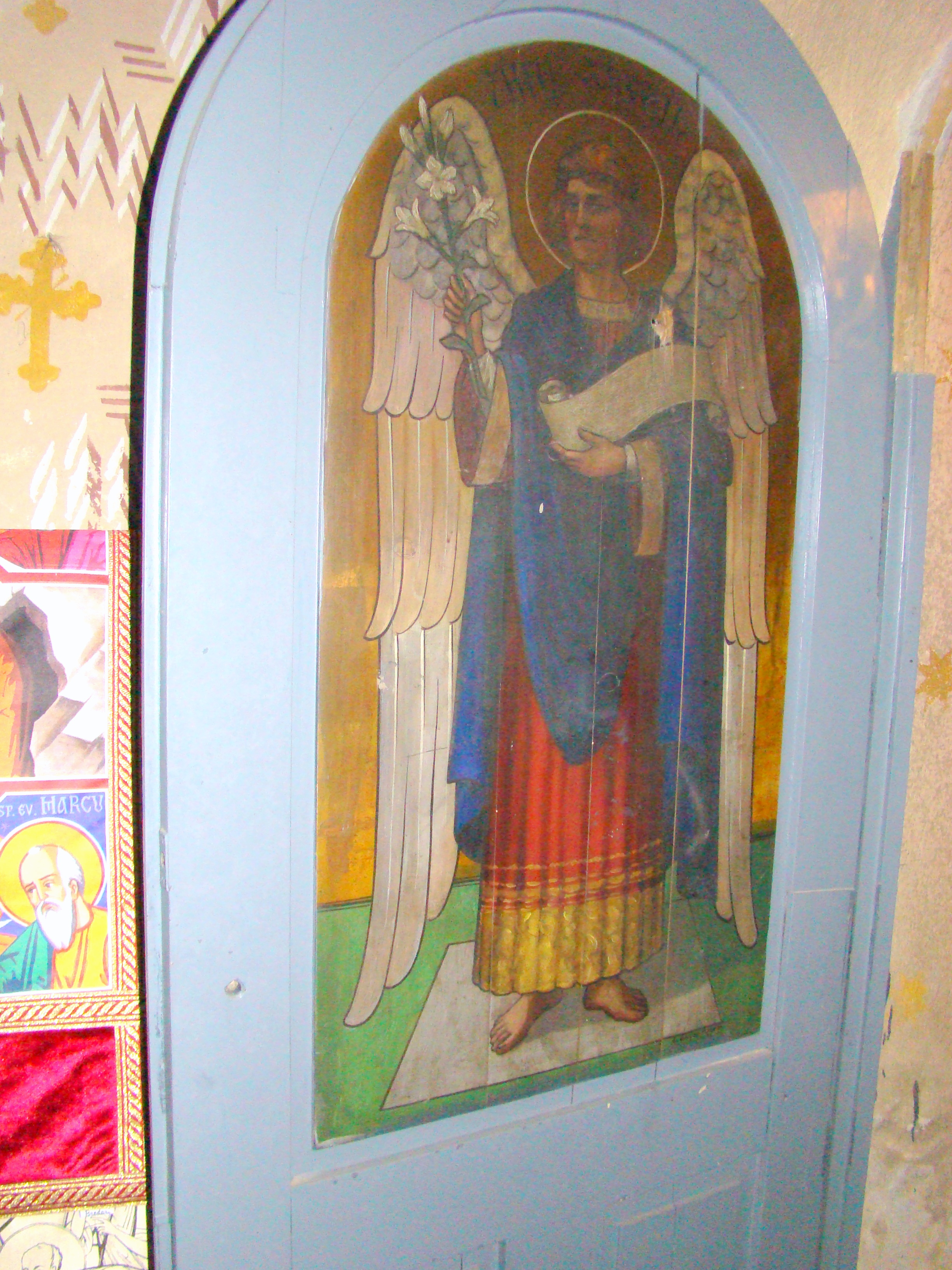
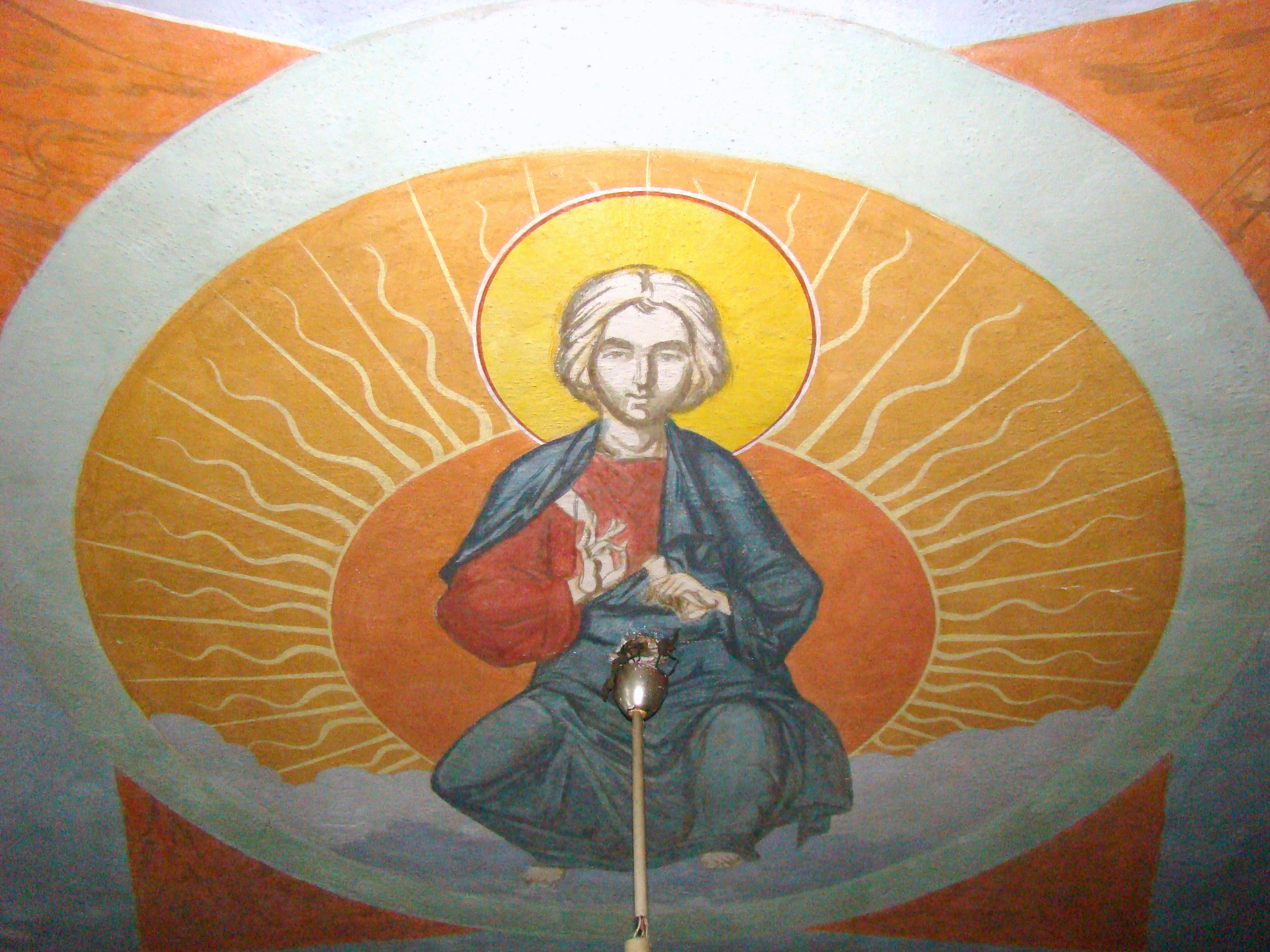
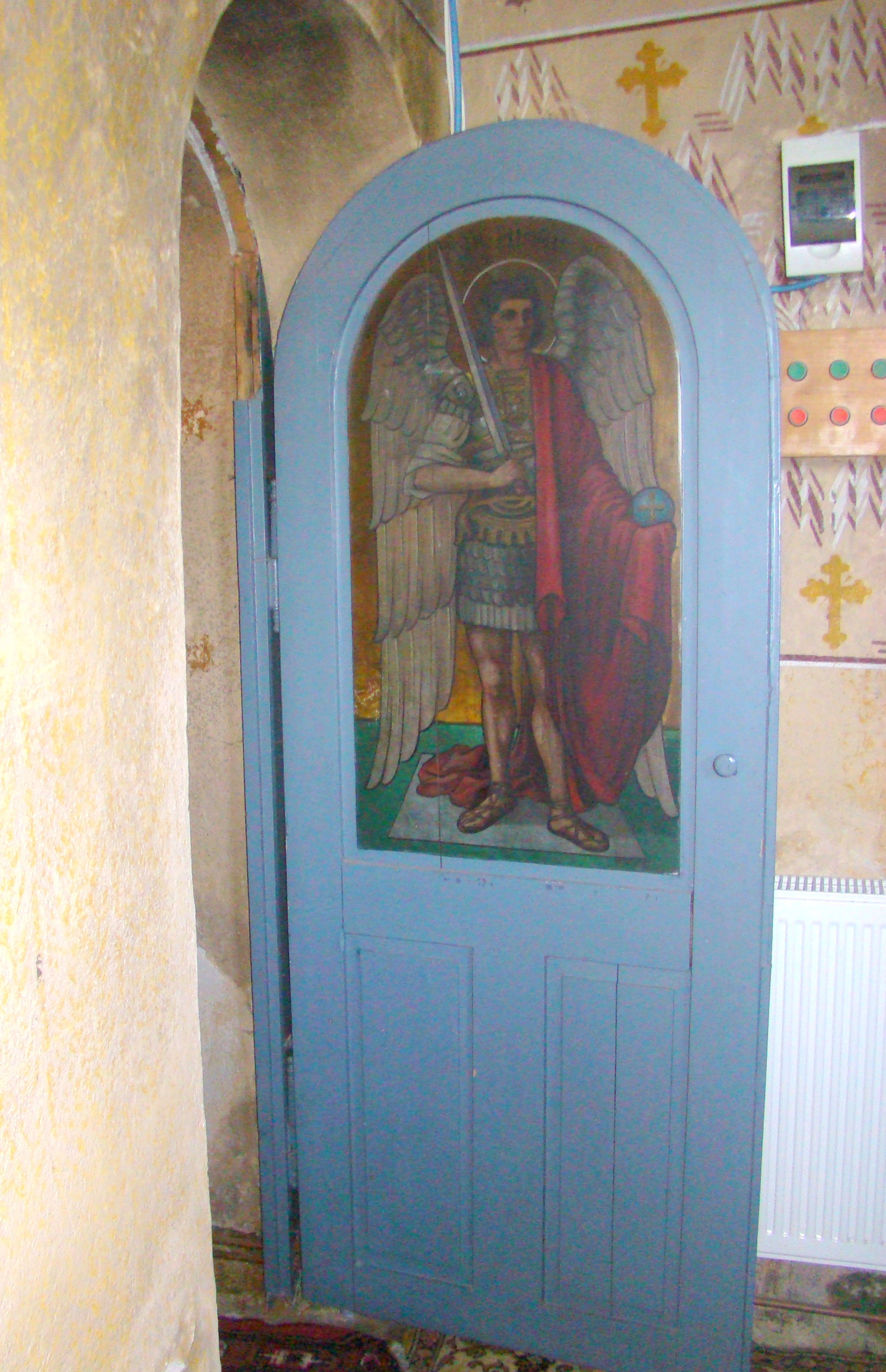